# Voulpaix
Voulpaix (prononcé [vulpe] ; en prononciation ancienne [vupe]) est une commune française située dans le département de l'Aisne, en région Hauts-de-France.
Situé en Thiérache, le village de Voulpaix est une commune rurale du canton de Marle, établie sur deux coteaux séparés par une étroite vallée qui est traversée par une rivière appelée le Beaurepaire. Bourg rural avec des champs de blé, de betteraves et de maïs ainsi que des paysages de bocage, celui-ci subit un exode rural, perdant une part importante de sa population à la fin du XIXe siècle et au début du XXe siècle. Le village comporte aussi des écarts avec les fermes du Haut Goulet et du Val Fleury qui se situent sur le territoire de la commune.
Les habitants de la commune s'appellent les Voulpaisiens et les Voulpaisiennes.

## Géographie

### Localisation
Voulpaix, commune de la Thiérache, est situé dans le nord de la France, dans le département de l'Aisne en région Hauts-de-France.
À vol d'oiseau, elle se situe de 5,5 km, de Vervins, chef-lieu de l'arrondissement auquel la commune appartient. Elle est distante de 11,9 km de Marle, bureau centralisateur du canton, de 34,2 km de Laon, préfecture du département, de Lille de 103,2 km, préfecture de région et de 153,1 km de Paris.

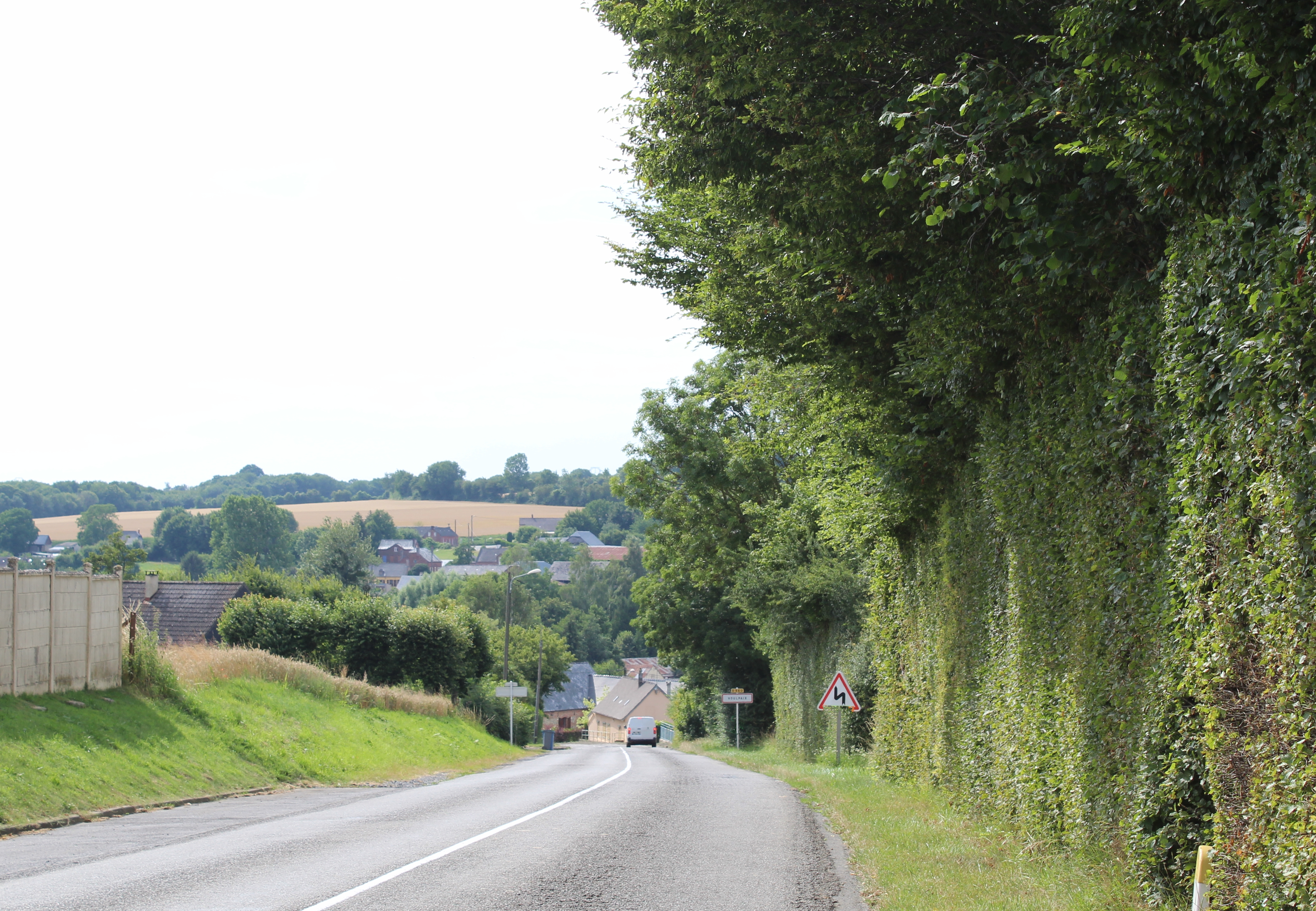
Entrée du village.

Voulpaix est limitrophe de six autres communes : Fontaine-lès-Vervins, Gercy, Haution, Laigny, La Vallée-au-Blé, Lemé et Saint-Pierre-lès-Franqueville. La commune fait partie du bassin de vie de Vervins.
| La Vallée-au-Blé              | Haution/Laigny                | Fontaine-lès-Vervins |
| Lemé                          | Voulpaix                      | Fontaine-lès-Vervins |
| Saint-Pierre-lès-Franqueville | Saint-Pierre-lès-Franqueville | Gercy                |

### Géologie et relief
Voulpaix a un sous-sol datant essentiellement du crétacé supérieur, lorsque le bassin parisien était recouvert d'eau de mer.
Au niveau local, le sol géologique de la commune est principalement composée d'un limon lœssique, favorable à une production de brique ou extraction de sable. Dans la vallée où coule le Beaurepaire, des alluvions modernes forment le sol géologique dû au cours d'eau. Des couches de l'époque stratigraphique turonien sont également observables. Une ancienne carrière d'extraction ayant servi dans l'extraction de matériaux destinés à la construction, permet de mieux connaître en profondeur le sol de la commune.
Le risque sismique est considéré comme très faible soit en zone 1 selon la carte du zonage définie par le gouvernement,. Cependant la commune se trouve à quelques kilomètres de communes étant en zone sismique 2 soit de niveau faible comme Saint-Algis, à 6,7 kilomètres de Voulpaix.
La commune se situe entre deux lignes de crête. La première culmine à 187 mètres altitude, et descend progressivement jusqu'au village de Voulpaix à 114 mètres d'altitude. Le terrain remonte ensuite vers la seconde crête, variant entre 177 mètres et 184 mètres d'altitude. L'altitude de la commune varie de 114 mètres à 187 mètres avec une moyenne de 150,5 mètres.

### Hydrographie
La commune est située dans le bassin Seine-Normandie,. Voulpaix est principalement traversé par Le Beaurepaire qui prend sa source à Laigny, au lieu-dit du même nom. Cette rivière reçoit le cours de petits ruisseaux tel le Goulet jaillissant au bois de la Reculée situé sur la commune. Voulpaix se situe ainsi sur le bassin versant de la Seine car le cours d'eau du Beaurepaire se jette dans le Vilpion. Ce cours se conflue alors avec la Serre, qui est un sous-affluent de la Seine car il se jette dans l'Oise. La présence de ces petits ruisseaux ou de sources d'eau a permis leur utilisation par des fontaines publics ou des lavoirs.
Pour faire face au risque d'inondation et de coulée de boue à cause de la topographie des lieux, la commune a adopté un PPR pour prévenir ces risques. Ce plan a été approuvé par la préfecture en 2008. Le PPR de la commune définit des interdictions sur les aménagements de nouvelles constructions postérieurs à la date d'approbation.

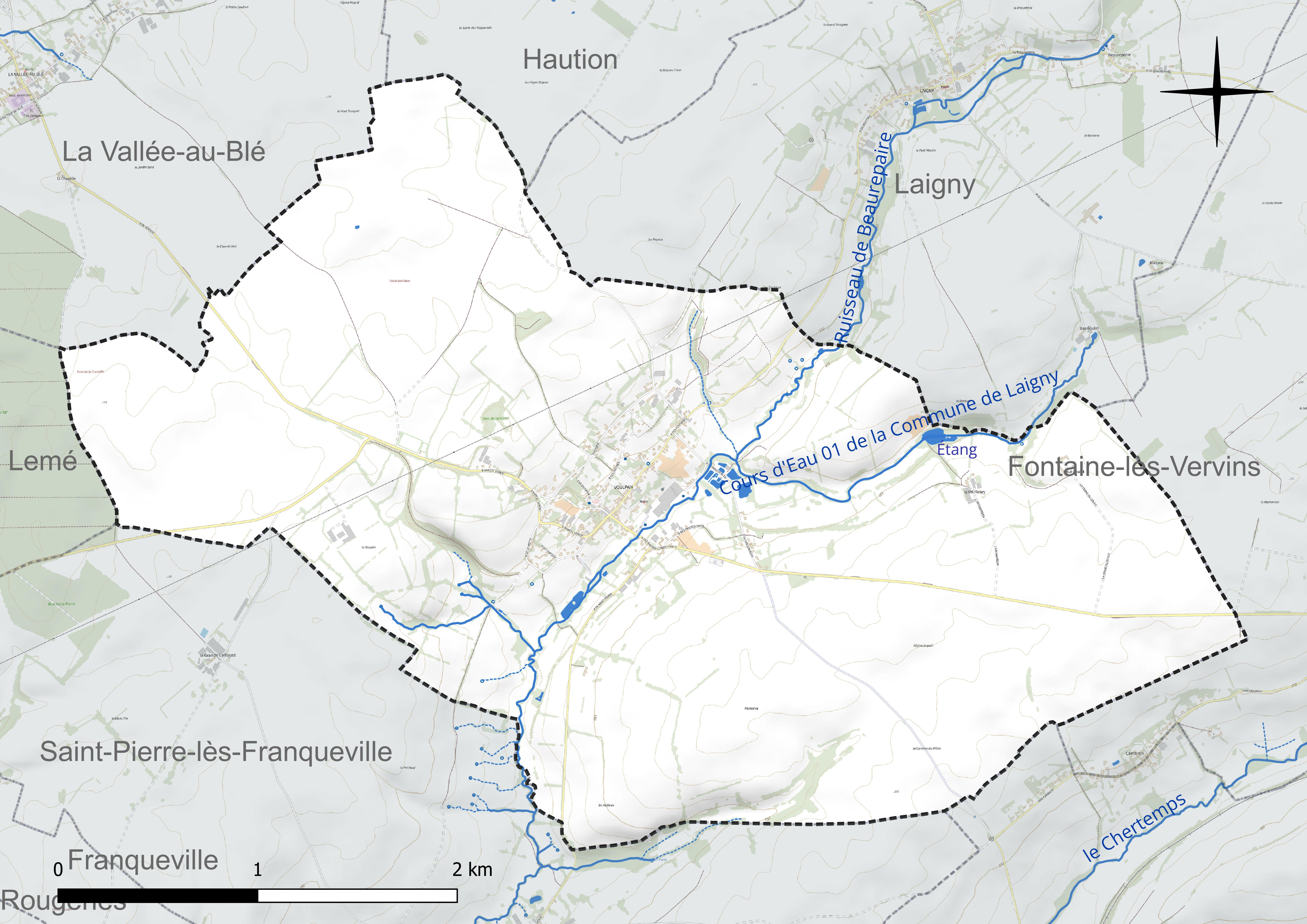
Réseau hydrographique de Voulpaix[Note 6].
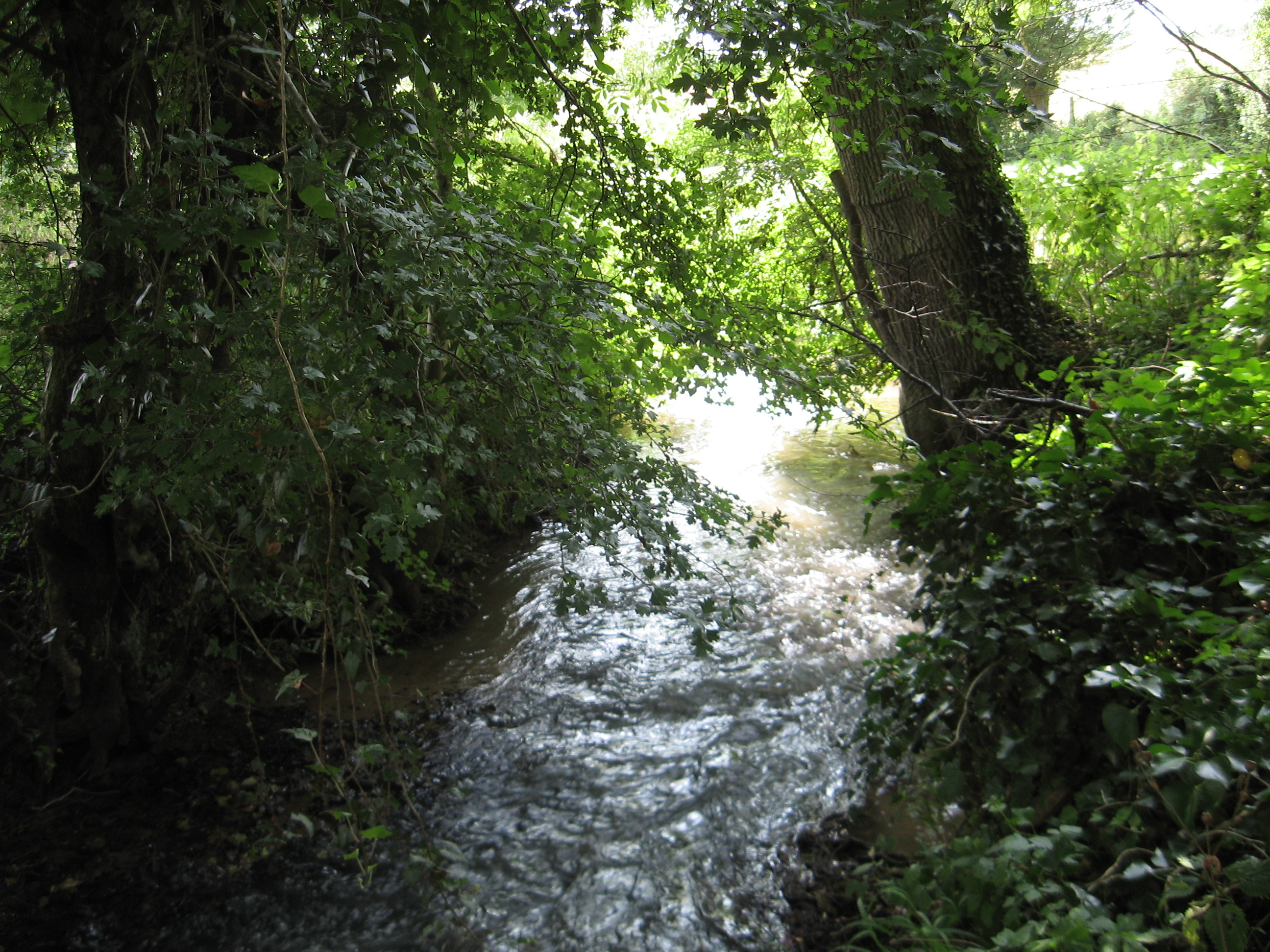
La rivière le Beaurepaire à Voulpaix.

Un plan d'eau complète le réseau hydrographique : l'étang (0,8 ha),.

### Climat
Pour des articles plus généraux, voir Climat des Hauts-de-France et Climat de l'Aisne.
En 2010, le climat de la commune est de type climat des marges montargnardes, selon une étude du CNRS s'appuyant sur une série de données couvrant la période 1971-2000. En 2020, Météo-France publie une typologie des climats de la France métropolitaine dans laquelle la commune est exposée à un climat océanique altéré et est dans la région climatique Nord-est du bassin Parisien, caractérisée par un ensoleillement médiocre, une pluviométrie moyenne régulièrement répartie au cours de l'année et un hiver froid (3 °C).
Pour la période 1971-2000, la température annuelle moyenne est de 9,8 °C, avec une amplitude thermique annuelle de 15,2 °C. Le cumul annuel moyen de précipitations est de 839 mm, avec 13,2 jours de précipitations en janvier et 9,6 jours en juillet. Pour la période 1991-2020, la température moyenne annuelle observée sur la station météorologique la plus proche, située sur la commune de Fontaine-lès-Vervins à 5 km à vol d'oiseau, est de 10,5 °C et le cumul annuel moyen de précipitations est de 826,3 mm,. Pour l'avenir, les paramètres climatiques de la commune estimés pour 2050 selon différents scénarios d'émission de gaz à effet de serre sont consultables sur un site dédié publié par Météo-France en novembre 2022.

### Voies de communication et transports

#### Voies routières
Voulpaix est au carrefour de deux routes départementales. La première, la D 771 arrive de Saint-Pierre-lès-Franqueville en provenance de Gercy par Saint-Gobert et elle traverse le village pour rejoindre ensuite Laigny. La deuxième route est la D 960. C'est un des axes de moyenne importance au niveau du département. Elle relie Vervins à Cambrai par Guise. Voulpaix se situe ainsi à 5,7 kilomètres de Vervins et à 16,1 kilomètres de Guise. Des petits chemins communaux relient aussi les communes d'Haution, de Gercy, de Franqueville, de Saint-Pierre-lès-Franqueville, de La Vallée-au-Blé et de Laigny.
Avec la D 960, Voulpaix se situe à 5,2 kilomètres de la RN 2 et à 17,6 kilomètres de la D 1029 (ex-RN 29). Ces deux axes sont des axes majeurs au niveau département et national. La sortie d'autoroute la plus proche du village est la sortie 13 de l'A 26 qui est à 32,6 kilomètres du village. La préfecture, Laon, est à 39 kilomètres et Paris est à 223 kilomètres.

#### Transports
Au niveau du réseau ferroviaire, l'ancienne ligne ferroviaire de Romery à Liart a desservi la commune avec une gare, ouvert en 1912. La ligne a été en activité de 1912 à 1951, date à laquelle la ligne cesse d'être en activité ainsi que la gare. La gare, actuellement la plus proche de la commune, est celle de Vervins, située sur la ligne de La Plaine à Hirson et desservie par la ligne 19 (Laon ↔ Marle-sur-Serre ↔ Hirson) du TER Hauts-de-France.
La ligne 460 du réseau de la Régie des transports de l'Aisne (RTA) traverse la commune. Elle relie Hirson ↔ Vervins ↔ Sains-Richaumont ↔ Saint-Quentin. Aucune ligne du réseau RTA ne permet de relier Voulpaix à Guise. Pour se rendre à Guise, deux arrêts à Sains-Richaumont sur la ligne 460 permettent de reprendre la ligne 350 reliant Guise ↔ Sains-Richaumont ↔ Crécy-sur-Serre ↔ Laon. Cependant, un service de transport à la demande, dénommé Herbus, permet aux habitants de relier, des bourgs de la Thiérache vers d'autres bourgs de la même région ou du département comme Vervins, Guise, Sains-Richaumont et Hirson. Ce service a été mis en place par le pays de Thiérache en mars 2009.

## Urbanisme

### Typologie
Au 1er janvier 2024, Voulpaix est catégorisée commune rurale à habitat dispersé, selon la nouvelle grille communale de densité à 7 niveaux définie par l'Insee en 2022.
Elle est située hors unité urbaine. Par ailleurs la commune fait partie de l'aire d'attraction de Vervins, dont elle est une commune de la couronne,. Cette aire, qui regroupe 21 communes, est catégorisée dans les aires de moins de 50 000 habitants,.

### Occupation des sols
L'occupation des sols de la commune, telle qu'elle ressort de la base de données européenne d'occupation biophysique des sols Corine Land Cover (CLC), est marquée par l'importance des territoires agricoles (95,9 % en 2018), une proportion sensiblement équivalente à celle de 1990 (96,3 %). La répartition détaillée en 2018 est la suivante : 
terres arables (70,8 %), prairies (25 %), zones urbanisées (4 %), forêts (0,1 %).
L'évolution de l'occupation des sols de la commune et de ses infrastructures peut être observée sur les différentes représentations cartographiques du territoire : la carte de Cassini (XVIIIe siècle), la carte d'état-major (1820-1866) et les cartes ou photos aériennes de l'IGN pour la période actuelle (1950 à aujourd'hui).

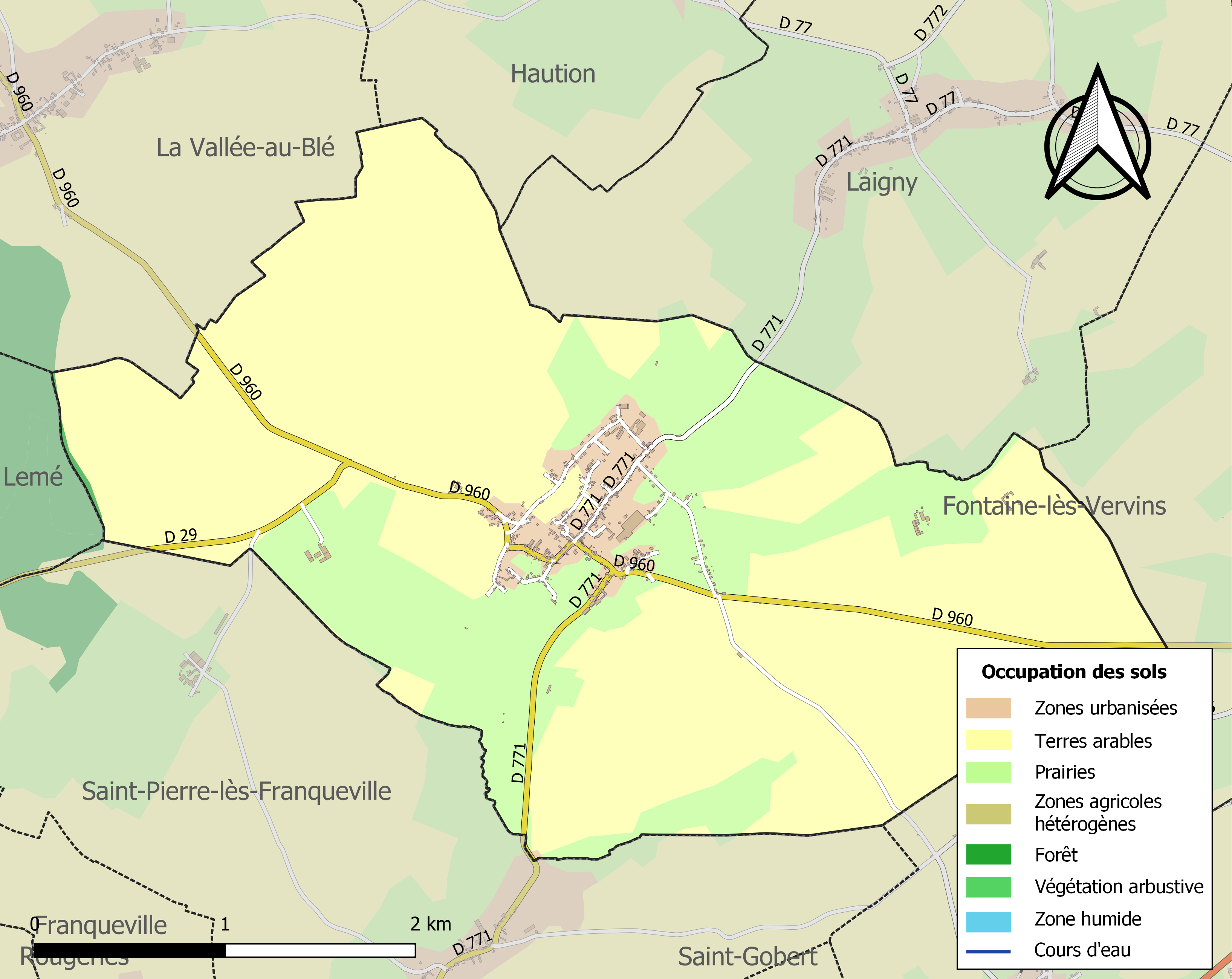
Carte de l'occupation des sols de la commune en 2018 (CLC).

### Morphologie urbaine
Le bourg de Voulpaix s'organise autour de deux routes départementales que sont la D 771 et la D 960 et qui se croisent au niveau de l'église.
Depuis les années cinquante, le village a tendance à se développer du côté de la rue Fleurie et de la rue du Moulin Bleu.
La commune comporte deux cimetières, l'un situé autour de l'église et l'autre, ouvert en 1959, à la sortie du village sur la D 960 en allant vers Vervins.
L'habitat est groupé mais il existe deux exploitations agricoles à l'écart. Il s'agit du Haut Goulet et du Val Fleury situées sur la route vers Vervins.
Cette morphologie urbaine est typique de cette partie de la Thiérache, considérée comme une zone de transition entre les grandes plaines agricoles du Laonnois et des paysages de bocage de cette région. L'habitat est groupé et concentrique comme les villages du Laonnois et du Marlois dans les vallées. En périphérie des bourgs, les constructions sont essentiellement limitées à l'agriculture. La morphologie urbaine s'organise ainsi en fonction des axes routiers et du relief avec des espaces intermédiaires vides.
| Type d'occupation          | Pourcentage | Superficie (en hectares) |
| -------------------------- | ----------- | ------------------------ |
| Territoire artificialisé   | 4 %         | 46,2                     |
| dont : Zones urbanisées    | 4 %         | 46,2                     |
| Territoires agricoles      | 96 %        | 1 108,8                  |
| dont : Terres arables      | 70,9 %      | 818,9                    |
| dont : Prairies            | 25,1 %      | 289,91                   |
| Source : Corine Land Cover |             |                          |

### Logement
Au recensement de 2012, le nombre total de logements dans la commune était de 173 logements, dont 150 résidences principales, 9 résidences secondaires et 14 logements vacants, alors qu'il était de 166 en 2007.
Parmi ces logements, 86,7 % étaient des résidences principales, 5,2 % des résidences secondaires et 8,1 % des logements vacants. Ces logements étaient tous des maisons individuelles.
La proportion des résidences principales, propriétés de leurs occupants était de 85,3 %, en hausse sensible par rapport à 2007 (84,6 %). La part de logements HLM loués vides est inexistant comme en 2007 mais 12,7 % sont locataires de leurs domiciles principaux dans le parc locatif privé et 2 % sont logés gratuitement.
L'âge moyen du parc immobilier est essentiellement ancien. Les constructions neuves sont moins importantes : seulement 13,9 % des résidences principales date de 1991 à 2009. Au contraire, les constructions antérieures à 1946 représentaient 61,8 % des résidences principales et 24,3 % des constructions datent de 1946 à 1990.
La plupart des habitations possèdent, en majorité, 3 pièces (10 %), 4 pièces (20,7 %) ou 5 pièces et plus (67,3 %). La commune ne dispose pas de petits logements avec une pièce comme en 2007 mais les logements de deux pièces restent minoritaires (2 %). En moyenne, une habitation comporte 5 pièces au lieu de 4,8 en 2007.

## Toponymie
Le nom de la localité est attesté sous la forme Bospatium au IXe siècle (dans un acte de Charles le Chauve), puis sous les formes latinisées altare de Vulpasio en 1065, puis Vulpasium en 1130. De plus, elle est mentionnée sous sa forme picarde Woupais sur une carte du XIIe siècle, ainsi que sous les formes Vospaix, Vuspais, Wospais, Woulpais, Woupaix.
L'étymologie du nom de Voulpaix est obscure. Des auteurs comme Albert Dauzat, Charles Rostaing et Ernest Nègre n'ont pas traité cette question dans leurs ouvrages respectifs, sans doute parce qu'ils n'ont pas trouvé d'explication satisfaisante.
À partir de la forme Bospatium, Jacques Chaurand évoque une hésitation ou une alternance entre B et W initiaux, ensuite, le passage de B à W d'où Wospais, Woupais, etc. puis de W à V, forme moderne, ce qui signifie que les formes primitives ont d'abord été en B- puis en W- et que le passage à V- est postérieur. Il rejette donc les formes latinisées tels que Vulpasio, ou Vulpasium comme étant fautives et provenant des étymologies de clercs.  De plus, même si dans le groupe -ul- devant consonne, le [l] s'est effectivement vocalisé en français, d'où -ou-, ce n'est pas le seul cas : le groupe -os- a aussi évolué en -ou-, comme dans « coût » (ancien français coste) ou « broutter » (anciennement broster), ce qui est tout à fait conforme à la nature des formes anciennes de Voulpaix.

## Histoire

### Moyen Âge

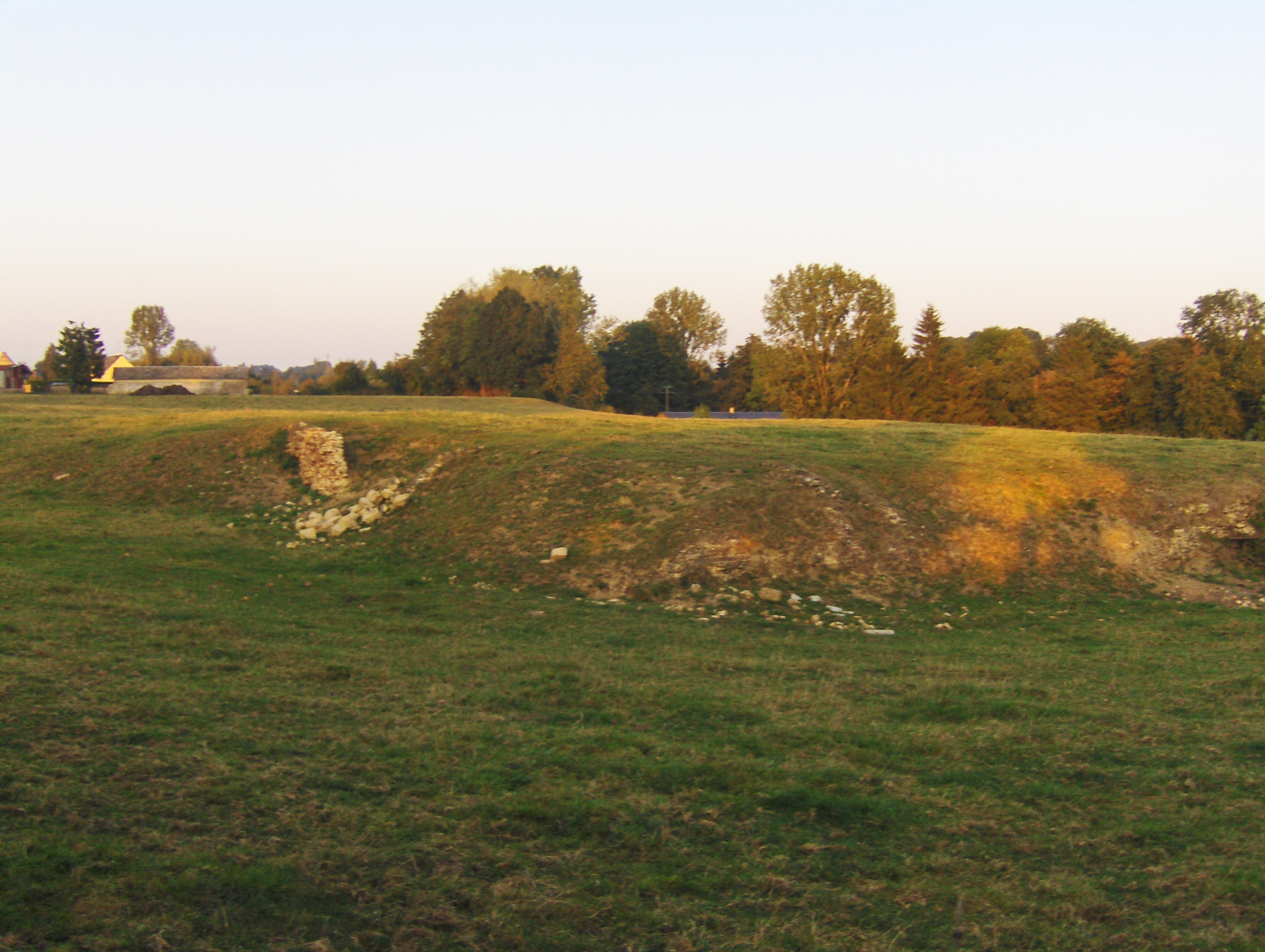
Ruine du château de Voulpaix.

Peu de trace existent avant l'attestation du nom de la localité par Charles le Chauve, mais des silex découverts sur le territoire de la commune, datant de l'époque moustérien,, indique une présence humaine dans la région.
L'existence de la localité est attestée, par un acte de Charles le Chauve en 867, parlant de la donation d'une villa carolingienne, Bospatium, à l'abbaye de Saint-Germain-des-Prés à Paris. Le roi donne 70 manses avec tous les hommes et les femmes travaillant sur ces terrains à l'abbaye. Cette villa est mentionnée à nouveau en 871 sur un nouvel acte du roi à la même abbaye. Ce domaine comportait également trois chapelles dans la donation. Le village apparaît à nouveau en 1065 sur un acte sous le nom de « Altare » et l'historien régional Maximilien Melleville mentionne également qu'en 1066, l'évêque Élinand de Laon donne l'autel de l'église du village au chapitre de Saint-Jean-au-Bourg à Laon.
Au XIIe siècle, la localité comportait également un hospice. Pendant cette période, Voulpaix est une seigneurie dépendant du comté de Marle. Cela est attesté par la charte dressée par Raoul de Coucy donné à la ville de Vervins en 1163 qui affranchit ses habitants et l'érige en commune. Des seigneurs locaux ont signé cette charte dont Mathieu, seigneur de Voulpaix.
Voulpaix est cependant un bourg comportant deux châteaux en motte féodale d'où la mention de deux fiefs par Maximilien Melleville dans son recensement des seigneurs du village. Il donne une liste des seigneurs laïcs : 
- ?-1120? : à Guy Ier de Voulpaix, qui a pour enfant Clarembaud, Mathieu et Hugues, où ce dernier devient seigneur de Beaurepaire.
- 1120-1144?: à Clarembaud de Voulpaix qui est le fils du précédent
- 1144-1169 : à Mathieu Ier de Voulpaix qui est le frère du précédent
- 1180-?: Guy II de Voulpaix qui est le fils de Mathieu Ier). Celui-ci est le neveu de Godefroi de Hauteville. Il est marié avec Catherine et a pour enfants Mathieu, Hugues, Pierre et Guillaume.
- 1236-1274 : à Mathieu II de Voulpaix qui est chevalier
- 1324 : à Gérard de Neufmenil, qui est chevalier et également seigneur de Lerzy. Il est marié avec Luce de Lerzy
- 1353-1363: à Jean Ier de Beaurepaire qui est écuyer
- 13? : à Jean II de Beaurepaire
- 1438; à Bicher le Bosseux qui est marié avec Pierrette. Il est l'héritier du précédent seigneur.

Il recense également deux seigneurs dans le second fief du village, dénommé fief de la Motte: 
- 1311: à Raoul de Coucy-Vervins
- 1530: à Pierre de Fay qui est souligné comme bâtard de Marfontaine et avec pour femme, Marie de Monampteuil

La seigneurie de Voulpaix demeure indépendante jusqu'en 1438, selon l'historien, date à laquelle le village entre dans les possessions des seigneurs de Vervins et celle-ci le reste jusqu'à la révolution française

### Époque moderne

Plan du terroir de Voulpaix en 1754.

Vers le milieu du XVIe siècle, le calvinisme commence à pénétrer en Thiérache avec deux foyers principaux basées à Lemé et Landouzy-la-Ville, une petite communauté protestante s'établit à Voulpaix, ayant laissé une trace dans la toponymie locale avec une rue baptisée « Rue des Protestants ».
Entre le XVIe siècle et le milieu du XVIIe siècle, les conflits entre les rois de France et les rois d'Espagne et la proximité de la frontière entre les Pays-Bas espagnols et la France entrainent la fortification des églises par les communautés villageoises, dont celle de Voulpaix, face aux risques de pilleurs espagnols et des campagnes militaires menées dans la région par les Espagnols.

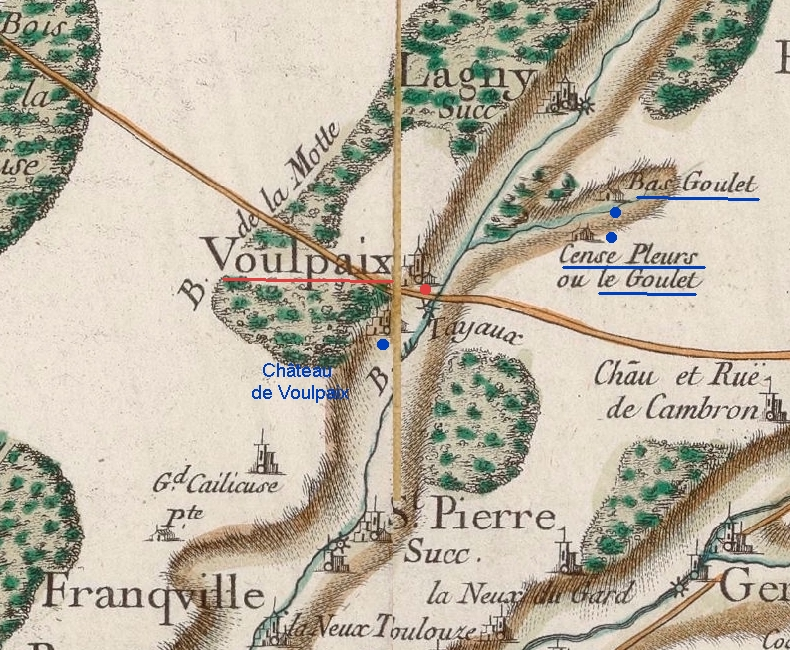
Carte de Cassini du secteur
(vers 1750).

En 1598, la signature de l'édit de Nantes et la paix de Vervins permettent de ramener le calme dans la région et à Voulpaix. Lors de la guerre franco-espagnole de 1635 à 1659, Turenne s'installe dans le village le 25 janvier 1653, avec ses troupes, pour reprendre la ville de Vervins, aux mains des troupes espagnoles depuis l'été 1652. Celle-ci est reprise rapidement en deux jours, puis il repart avec ses soldats.
La révocation de l'édit de Nantes par l'édit de Fontainebleau en 1685 entrainent la fuite des huguenots vers l'étranger, mais certains décident de rester et de pratiquer leur culte en secret. Une correspondance du comte de Pontchartrain adressé à l'intendant de la généralité de Soissons en 1703 demande au nom du roi un procès contre des Voulpaisiens qui se sont rebellés contre un messager du roi. Celui-ci devait arrêter une nouvelle convertie.
Sous l'Ancien Régime, Voulpaix se situait dans la province de Picardie. Elle relevait également de la généralité de Soissons, du bailliage et élection de Laon. Elle faisait partie du diocèse de Laon.
Les églises fortifiées
Lors de la guerre franco-espagnole de 1635 à 1659, les villages de la région furent constamment ravagés aussi bien par les troupes françaises qu'étrangères. C'est à cette époque que les villages de Thiérache, comme Voulpaix, transforment leur clocher en forteresse pour permettre aux habitants de s'y réfugier an cas d'attaque.
Carte de Cassini
La carte de Cassini montre qu'au XVIIIe siècle, Voulpaix est une paroisse située sur le ruisseau de Beaurepaire.
Au sud, un moulin à eau symbolisé par une roue dentée est représenté. Le château, aujourd'hui disparu, l'est également. En 1826, il subsistait encore quelques vestiges des murailles qui ont été utilisées pour empierrer les chemins communaux.
À l'est sont représentées deux fermes Le Bas Goulet et la Cense Pleurs ou le Goulet. Cette ferme, qui se nomme aujourd'hui la Ferme du Goulet était située sur le ruisseau du Goulet qui prend sa source au Bas Goulet et qui se jette dans le ruisseau de Beaurepaire après un parcours de 2,7 km.
Les papeteries
Les nombreux cours d'eau serpentant en Thiérache en permis l'installation de nombreux moulins à eau : beaucoup ont permis de moudre le grain pour obtenir la farine et d'autres, notamment à Voulpaix , Rougeries, Saint-Gobert, Romery, Wiège-Faty, Franqueville, Vervins, Thenailles, Harcigny sont devenus des papeteries.
La roue à aubes du moulin entraînait un axe sur lequel étaient fixés des plots avec des maillets qui frappaient la matière première composée pour un quart de déchets de chanvre et de chiffons et le reste de papier récyclé. La pâte obtenue était ensuite travaillée en fonction d'un cahier des charges très strict pour obtenir différents types de papiers qui servaient notamment d'emballage des produits alimentaires dans les épiceries.
Le 16 octobre 1649, Claude Roger de Comminge reloue à Gobert Laloux « faiseur de papiers » le moulin à papier de Voulpaix, qui change ensuite de nombreuses fois de propriétaire. En 1802, le moulin comportait 24 maillets et employait 10 ouvriers.

Avant la guerre 14-18, la papeterie  appartenait à M. Rathier. Cette papeterie, qui était la propriété de Rathier H. et Cie, était encore en activité en 1938.

### Époque contemporaine
Lors de la Révolution française, Voulpaix fut alors érigé en commune indépendante avec un hameau qui s'appelait « la Vallée aux Bleds ». La commune est rattachée au canton de Vervins dans le district du même nom. Lors de la création des arrondissements, le 28 janvier 1801, la commune est rattachée à l'arrondissement de Vervins.
Le 15 juillet 1829, le hameau de « la Vallée aux Bleds » est érigé en commune, le territoire communal est amputé pour former la nouvelle commune.
Lors de la guerre franco-prussienne de 1870, le village fut occupé par les troupes ennemies en septembre 1870. Avec le traité de Francfort, les Prussiens quittent Voulpaix en mai 1871 pour rejoindre l'Allemagne.
En août 1914, l'Allemagne déclare la guerre à la France. À la fin du mois, une bataille eut lieu dans la région. C'est la bataille de Guise où son front s'étend jusqu'à Voulpaix. Après cette bataille, la commune sera occupée jusqu'à la fin de la guerre.
Combat de Voulpaix
Le 29 août 1914, arrivée à Gercy, la 102e brigade reçoit l'ordre d'attaquer Voulpaix, avec la 4e division de cavalerie. L'artillerie française n'étant pas en mesure d'appuyer l'attaque et de contrebattre l'artillerie allemande qui placée au nord-ouest de Voulpaix arrose tout le plateau de ses obus. Le général de la 51e division donne alors l'ordre de na pas attaquer. Le 273e régiment d'infanterie qui se trouve en avant-garde arrête alors ses premiers éléments positionnés sur la crête.
Le 30 août la brigade reçoit l'ordre d'attaquer Voulpaix. Le 273e RI, qui est en tête et a reçu comme objectif la partie nord, descend en ligne la pente qui descend au village malgré le feu d'artillerie. Bientôt le sifflement des balles se mêle au bruit des projectiles, mais il est impossible d'y distinguer l'ennemi. Le régiment pénètre dans le village et est rapidement accueillit par un feu de mousqueterie très vif provenant de barricades. Après un premier assaut infructueux, un second assaut permet de les enlever et d'occuper et de fortifier plusieurs bâtiments. Mais c'est la retraite qui est ordonnée, d'abord sur Gercy et Gronard puis Pierrepont. Jusqu'à Gercy, le mouvement de repli se fait sous une grêle d'obus malgré les tirs de contrebatterie de l'artillerie française. 
Le 5 septembre 1919, la matrice cadastrale établit la superficie de la commune. Celle-ci est de 1 113 ha 38 a 33 ca, il résulte que 172 ha 38 a 40 ca auraient été distraits au profit de La Vallée-au-Blé lors de son érection en commune.
Lors de la débâcle de mai 1940, la commune est de nouveau occupée et fait partie de la zone de peuplement allemand décidée lors de l'armistice avec les Allemands. Cette zone interdisait le retour des réfugiés. Voulpaix est libéré le 1er septembre 1944 par les Américains.
Depuis la 2e guerre mondiale, Voulpaix a connu une désertification des services au profit de Vervins. En mars 2015, la commune est rattachée au canton de Marle.

## Politique et administration

### Situation administrative
À la suite du redécoupage cantonal de 2014, la commune est rattachée au canton de Marle, même si elle l'a contesté devant le Conseil d'État. Avant ce redécoupage, elle faisait partie du canton de Vervins. À l'issue du second tour des élections départementales de 2015, Isabelle Ittelet (UDI) et Pierre-Jean Verzelen (Les Républicains) sont élus conseillers départementaux du canton de Marle.
Voulpaix est rattachée à l'arrondissement de Vervins et à la 3e circonscription de l'Aisne. Le député de cette circonscription, réélu le 18 juin 2017, est Jean-Louis Bricout, PS.

### Tendance politique et résultats
L'électorat voulpaisiens n'a pas un choix constant dans ses votes politiques puisqu'il suit deux attitudes différentes, mais il se mobilise plus que la moyenne nationale. Lors des élections présidentielle et européenne, le choix de l'électorat reflète très souvent le résultat final du scrutin tandis que celui-ci fait un choix plutôt à gauche pour des élections législatives, cantonales et régionales. Seulement, depuis la dernière élection présidentielle de 2012, le FN effectue une percée et bouleverse le schéma électoral traditionnel. Il est même arrivé en tête lors des élections européennes de 2014 et au premier tour des élections régionales de 2015.

#### Élections présidentielles les plus récentes
Lors du second tour de l'élection présidentielle de 2007, Nicolas Sarkozy, UMP, élu, avait obtenu 55,08 % des suffrages et Ségolène Royal, PS, 44,92 % des suffrages ; le taux de participation était de 86,75 %.
Lors du second tour de l'élection présidentielle de 2012, François Hollande, PS, élu, avait recueilli 52,47 % des suffrages et Nicolas Sarkozy, UMP, 47,53 % des suffrages ; le taux de participation était de 89,07 %.

#### Élections locales les plus récentes
Lors du second tour des élections départementales de 2015, le binôme Isabelle Ittelet (UDI) et Pierre-Jean Verzelen (UMP), élu, avait obtenu 61,76 % des suffrages et le binôme Romain Dumand et Marie-Jeanne Parfait, FN, 38,24 % des suffrages ; le taux de participation était de 62,15 %.
Lors du second tour des élections régionales de 2015, la liste de Xavier Bertrand, Les Républicains, élu, avait recueilli 53,22 % des suffrages et la liste de Marine Le Pen, FN, 46,78 % des suffrages ; le taux de participation était de 58,93 %.

#### Élections municipales les plus récentes
Lors des élections municipales de 2008, sur les 11 conseillers municipaux, 8 ont été élus dès le premier tour et 3 ont été élus au second tour; le taux de participation était de 87,99 % dès le premier tour et de 83,12 % au second tour.
Lors des élections municipales de 2014, les 11 conseillers municipaux ont été élus dès le premier tour ; le taux de participation était de 71,50 %.

### Administration municipale
Le nombre d'habitants lors du dernier recensement de 2011 étant compris entre 100 et 499 habitants, le nombre de membres du conseil municipal est de 11, à la suite des élections de 2014 comme ceux de 2008. Le maire actuel de la commune est Jean-Paul Renaux, SE, depuis mars 2008, accompagné de deux adjoints élus par le conseil municipal. Elle porte également le code commune 02826.

### Liste des maires
Le nombre des maires de Voulpaix qui se sont succédé depuis 1947 sont au nombre de quatre, d'où les noms ci-dessous :
| Période                                  | Période                    | Identité         | Étiquette | Qualité                                                                                        |
| ---------------------------------------- | -------------------------- | ---------------- | --------- | ---------------------------------------------------------------------------------------------- |
| Les données manquantes sont à compléter. |                            |                  |           |                                                                                                |
| mars 1947                                | mars 1965                  | Gaston Louvet    |           | Agriculteur (1894-1988)                                                                        |
| mars 1965                                | juin 1995                  | Guy Renaux       |           | Agriculteur (1923-2011)                                                                        |
| juin 1995                                | mars 2008                  | Michel Degardin  |           | Professeur d'anglais retraité                                                                  |
| mars 2008                                | En cours (au 25 juin 2020) | Jean-Paul Renaux | DVD       | Clerc de notaire retraité et fils de l'ancien maire Guy Renaux Réélu pour le mandat 2020-2026, |

### Instances judiciaires et administratives
Jusqu'à la fin de 2009, les habitants de Voulpaix relevaient de la juridiction du tribunal d'instance de Vervins. La réforme de la carte judiciaire, mise en place le 1er janvier 2010 a supprimé le tribunal d'instance de Vervins, le tribunal d'instance de Laon qui est également le tribunal de grande instance du département, prend la compétence de Vervins. À l'exception du tribunal administratif et de la cour d'appel, ces juridictions siègent à Amiens, préfecture de la Somme. En matière de commerce, les habitants de Voulpaix relevaient également de la juridiction du tribunal de commerce de Vervins jusqu'à la fin 2008, mais la réforme de la carte judiciaire a supprimé cette juridiction pour la rattacher au tribunal de commerce de Saint-Quentin au 1er janvier 2009.
La commune de Voulpaix est du ressort de la circonscription de gendarmerie de la brigade de proximité de Vervins.

### Intercommunalités
Voulpaix fait partie de la communauté de communes de la Thiérache du Centre (CCTC) depuis sa création le 31 décembre 1992, regroupant 68 communes des cantons de Marle et de Vervins, situés dans l'arrondissement de Vervins. L'organisme intercommunal intervient dans plusieurs domaines : action sociale, tourisme, développement et aménagement social et culturel, développement et aménagement économique, assainissement, traitement et collecte des déchets, etc.
Le SIVOM du Vervinois assure également des compétences d'action sociale et d'activité péri-scolaire. Fondé le 15 mai 1990, elle regroupe les 24 communes du canton de Vervins, rattachés avant le redécoupage cantonal de 2014, avec la commune d'Étréaupont.
Le Syndicat des eaux de Le Sourd s'occupe essentiellement du traitement, de l'adduction et de la distribution en eau des communes membres. Le SIVU a été créé le 8 novembre 1954 pour permettre l'acheminement en eaux, avec la création d'un réseau d'eau courante dans les cinq communes membres, depuis le château d'eau situé sur la commune de La Vallée-au-Blé.
La commune est également membre de deux regroupements s'occupant essentiellement de l'entretien des cours d'eau, celui du syndicat intercommunal pour la gestion du bassin versant de l'Oise Amont et syndicat intercommunal d'aménagement et de gestion du Vilpion amont et de ses affluents.
Le syndicat de scolarisation de Vervins et des communes environnantes sert essentiellement au financement et à la scolarisation en primaire dans les établissements scolaires des communes membres. Créé le 31 décembre 1996, Voulpaix rejoint le SIVU en 2003, à la suite de la fermeture de la dernière classe de son école primaire.
Voulpaix est membre de l'Union des secteurs d'énergie du département de l'Aisne (USEDA), regroupant quasiment l'ensemble des communes du département de l'Aisne. Il a pour mission de s'occuper de l'enfouissement des câbles du réseau téléphonique, de l'entretien du réseau d'éclairage public et de l'organisation du service public de la distribution électricité,.

### Politique environnementale
Ce domaine de compétence est pris en charge essentiellement par la communauté de communes de la Thiérache du Centre pour l'ensemble de la commune sauf pour l'eau potable.

#### Eau potable et assainissement
L'alimentation en eau potable de Voulpaix et de quatre autres communes est assurée par le syndicat des eaux du Sourd. Elle est entièrement mutualisée, à partir d'un forage, exploitant une nappe du Turonien ou Cénomanien. En juillet 2014, 654 abonnées étaient raccordés à ce réseau et Véolia, par délégation de service, assure la distribution.
L'assainissement des eaux usées de la commune est assuré, de manière non-collective, par des fosses septiques dans chaque maison individuelle.

#### Déchets ménagers
Une déchèterie, sur le territoire de la commune de Vervins, est accessible aux habitants de Voulpaix comme des autres localités de la communauté de communes. Une autre déchèterie de la communauté de communes est également accessible sur le territoire de la commune de Sains-Richaumont. Les déchets ménagers recyclables ou non, sont collectés en porte-à-porte de manière hebdomadaire.

### Finances locales
Le tableau ci-dessous présente quelques éléments sur des finances locales de Voulpaix, durant une période de dix ans :
| Années | Résultat comptable | Résultat comptable   | Besoin () ou capacité () de · financement des investissements | Besoin () ou capacité () de · financement des investissements | Capacité d'autofinancement (CAF) | Capacité d'autofinancement (CAF) |
| Années | Voulpaix           | Moyenne de la strate | Voulpaix                                                      | Moyenne de la strate                                          | Voulpaix                         | Moyenne de la strate             |
| ------ | ------------------ | -------------------- | ------------------------------------------------------------- | ------------------------------------------------------------- | -------------------------------- | -------------------------------- |
| 2004   | 61                 | 137                  | 104                                                           | 4                                                             | 139                              | 321                              |
| 2005   | 92                 | 145                  | 2                                                             | 9                                                             | 161                              | 353                              |
| 2006   | 80                 | 158                  | 35                                                            | 3                                                             | 186                              | 382                              |
| 2007   | 38                 | 165                  | 213                                                           | 14                                                            | 437                              | 396                              |
| 2008   | 131                | 166                  | 151                                                           | 16                                                            | 417                              | 427                              |
| 2009   | 77                 | 164                  | 184                                                           | 3                                                             | 239                              | 444                              |
| 2010   | 93                 | 168                  | 117                                                           | 15                                                            | 254                              | 488                              |
| 2011   | 130                | 191                  | 44                                                            | 5                                                             | 398                              | 521                              |
| 2012   | 164                | 160                  | 164                                                           | 1                                                             | 342                              | 452                              |
| 2013   | 129                | 147                  | 127                                                           | 11                                                            | 393                              | 451                              |
| 2014   | 74                 | 141                  | 60                                                            | 19                                                            | 74                               | 150                              |

Quelques remarques peuvent être faites, en comparant Voulpaix aux autres communes de la même strate (communes de 250 à 500 habitants). Le résultat comptable et la capacité d'autofinancement évoluent de manière assez comparable, sans qu'aucune de leurs valeurs soient particulièrement remarquables. La capacité de la commune à financer ses investissements subit les mêmes fluctuations que la moyenne de sa strate, avec toutefois une amplitude plus forte.

## Population et société

### Démographie

#### Évolution
Avant la mise en place des recensements individuels, les registres paroissiaux de Voulpaix, connus à partir de 1697, indiquent une population de 197 feux en 1709, soit environ 985 habitants. Ce chiffre de 197 feux reste stable pendant tout le long du XVIIIe siècle comme en 1720, en 1753 et en 1766
Le premier recensement individuel connu commence en 1793 où Voulpaix compte 1 035 habitants. La population continue de progresser jusqu'en 1836 pour se stabiliser, même si celle-ci connait un pic en 1821 avec 1 211 habitants, mais l'érection du hameau de La Vallée aux Bleds en commune indépendante en 1829, ampute Voulpaix d'environ 200 habitants soit 982 habitants au recensement de 1831. Comme l'évolution de la population de la plupart des communes rurales française, Voulpaix connait un exode rural, amorcé dès les années 1860. Celui-ci connait une amplification dès 1880 pour arriver à une stabilisation dès les années 1920, hormis une baisse en dessous de 500 habitants en 1921 et 1946 à cause des deux guerres mondiales qui viennent de se terminer. Depuis les années 1970, l'évolution de la population amorce une nouvelle pour arriver à 368 habitants au recensement de 1999. Depuis le recensement de 2007, Voulpaix semble connaitre un nouvel accroissement de sa population avec 392 habitants en 2007 et 417 habitants en 2012.
L'évolution du nombre d'habitants est connue à travers les recensements de la population effectués dans la commune depuis 1793. Pour les communes de moins de 10 000 habitants, une enquête de recensement portant sur toute la population est réalisée tous les cinq ans, les populations de référence des années intermédiaires étant quant à elles estimées par interpolation ou extrapolation. Pour la commune, le premier recensement exhaustif entrant dans le cadre du nouveau dispositif a été réalisé en 2007.

En 2022, la commune comptait 348 habitants, en évolution de −10,54 % par rapport à 2016 (Aisne : −1,97 %, France hors Mayotte : +2,11 %).
| 1793  | 1800  | 1806  | 1821  | 1831 | 1836  | 1841  | 1846  | 1851  |
| ----- | ----- | ----- | ----- | ---- | ----- | ----- | ----- | ----- |
| 1 035 | 1 110 | 1 119 | 1 211 | 982  | 1 075 | 1 027 | 1 048 | 1 063 |

| 1856  | 1861  | 1866 | 1872 | 1876 | 1881 | 1886 | 1891 | 1896 |
| ----- | ----- | ---- | ---- | ---- | ---- | ---- | ---- | ---- |
| 1 012 | 1 015 | 978  | 937  | 937  | 824  | 742  | 702  | 653  |

| 1901 | 1906 | 1911 | 1921 | 1926 | 1931 | 1936 | 1946 | 1954 |
| ---- | ---- | ---- | ---- | ---- | ---- | ---- | ---- | ---- |
| 593  | 607  | 556  | 464  | 514  | 547  | 559  | 442  | 514  |

| 1962 | 1968 | 1975 | 1982 | 1990 | 1999 | 2006 | 2007 | 2012 |
| ---- | ---- | ---- | ---- | ---- | ---- | ---- | ---- | ---- |
| 528  | 516  | 503  | 434  | 404  | 368  | 389  | 392  | 417  |

| 2017 | 2022 | - | - | - | - | - | - | - |
| ---- | ---- | - | - | - | - | - | - | - |
| 372  | 348  | - | - | - | - | - | - | - |

#### Pyramide des âges
En 2021, le taux de personnes d'un âge inférieur à 30 ans s'élève à 29,6 %, soit en dessous de la moyenne départementale (34,5 %). À l'inverse, le taux de personnes d'âge supérieur à 60 ans est de 33,4 % la même année, alors qu'il est de 27,8 % au niveau départemental.
En 2021, la commune comptait 182 hommes pour 166 femmes, soit un taux de 52,30 % d'hommes, largement supérieur au taux départemental (48,83 %).
Les pyramides des âges de la commune et du département s'établissent comme suit :
| Hommes | Classe d’âge | Femmes |
| ------ | ------------ | ------ |
| 0,6    | 90 ou +      | 1,9    |
| 9,7    | 75-89 ans    | 11,4   |
| 19,5   | 60-74 ans    | 23,8   |
| 22,8   | 45-59 ans    | 17,1   |
| 14,6   | 30-44 ans    | 19,7   |
| 11,3   | 15-29 ans    | 9,5    |
| 21,5   | 0-14 ans     | 16,6   |

| Hommes | Classe d’âge | Femmes |
| ------ | ------------ | ------ |
| 0,7    | 90 ou +      | 1,9    |
| 6,7    | 75-89 ans    | 9,5    |
| 18,1   | 60-74 ans    | 18,8   |
| 20,2   | 45-59 ans    | 19,6   |
| 18,1   | 30-44 ans    | 17,5   |
| 17,1   | 15-29 ans    | 15,2   |
| 19,2   | 0-14 ans     | 17,6   |

#### Variation annuelle de la population et taille des ménages entre 1968 et 2017
L'évolution de la population voulpaisienne sur la période 1968-2017 est surtout calquée sur son solde migratoire, très négatif jusqu'à la fin du XXe siècle qui est devenu positif lors des deux recensements en 2007 et 2012. Ce dernier redevient négatif lors du dernier recensement de 2017. Le solde naturel n'offre aucune tendance claire,.
Sur la même période, la diminution de la taille des ménages est notable, 2,5 personnes en 2017 au lieu de 4 personnes en 1968.
|                                           | 1968 - 1975 | 1975 - 1982 | 1982 - 1990 | 1990 - 1999 | 1999 - 2007 | 2007 - 2012 | 2012 - 2017 |
| ----------------------------------------- | ----------- | ----------- | ----------- | ----------- | ----------- | ----------- | ----------- |
| Taux de variation annuel de la population | - 0,4       | - 2,1       | - 0,9       | - 1,0       | + 0,8       | + 1,2       | - 2,3       |
| Solde naturel                             | + 0,6       | + 0,3       | + 0,1       | + 0,3       | + 0,2       | + 0,4       | - 0,2       |
| Solde migratoire                          | - 1,0       | - 2,3       | - 1,0       | - 1,4       | + 0,6       | + 0,8       | - 2,1       |

### Enseignement
La commune de Voulpaix est rattachée à l'académie d'Amiens. Cette académie fait partie de la Zone B pour son calendrier de vacances scolaires.
Aucun établissement d'enseignement n'est présent à Voulpaix depuis la fermeture de l'école primaire de la commune en 2003. Le syndicat de scolarisation de Vervins et des communes environnantes, un Regroupement pédagogique intercommunal (RPI) auquel la commune a adhéré en 2003, assure la scolarisation, au niveau de l'enseignement primaire à Vervins, des enfants des seize communes adhérentes dans trois établissements différents. Deux écoles s'occupent en 2016 de 156 élèves de maternelle, 55 élèves et 101 élèves. Le dernier regroupe l'ensemble des 241 élèves du cours élémentaire du regroupement. L'enseignement primaire est aussi assuré par un établissement privé situé également à Vervins.
Deux collèges se trouve l'un à Vervins pour le public et l'autre à Fontaine-lès-Vervins pour le privé. Le Lycée en France public d'enseignement général et d'enseignement technique, le plus proche, est situé à Hirson. Un lycée privé d'enseignement général et d'enseignement technique est aussi présent à Fontaine-lès-Vervins.
Les établissements d'enseignement supérieur sont tous situés à Amiens ou dans quelques villes de la région comme Beauvais, Compiègne, Saint-Quentin, Laon et Soissons. La proximité de Reims, par rapport à Amiens, permet également un attrait des élèves vers ces établissements supérieurs. Dans le domaine agricole, le Lycée agricole de la Thiérache, situé à Fontaine-lès-Vervins, prépare des diplômes du baccalauréat professionnel et du brevet de technicien supérieur (BTS, Bac+2).

### Vie culturelle et sportive

#### Vie associative
Quatre associations ont leur siège social dans la commune de Voulpaix. Le comité d'animation, s'occupent des manifestations culturelles et festivités de la commune.
Trois associations opèrent dans le domaine sportif, le Foot Club de Voulpaix (FCV), le club de football de la commune affilié à la FFF; le Tennisclub, l'association de tennis de la commune non-affilié à la FFT et l'Union cycliste Voulpaisien et de la Thiérache (UCVT), dit le Tiot Vélo, regroupant des pratiquants du cyclotourisme de la commune et de la région.

#### Manifestations culturelles et festivités
Deux manifestations importantes ont lieu chaque année sur la commune. La fête communale est organisée lors du week-end de la Pentecôte avec des soirées et des activités de manèges prévus. Le 3e dimanche de septembre a lieu la brocante annuelle de la commune. Ceux-ci sont organisés par le comité d'animation de la commune comme les festivités du 14-Juillet, dernière manifestation importante de la commune.
Le Tiot Vélo organise le 3e dimanche de juin, sa randonnée annuelle « Au cœur de la Thiérache », proposant plusieurs parcours balisés, ouverts à tous.

#### Équipements sportifs, culturels et de loisir
Plusieurs plans d'eau artificiel payants, géré par la pisciculture de la commune, sont ouverts au public pour pratiquer la pêche. Le terrain de football de la commune sert essentiellement aux entrainements et au match du club de football de la commune. Un terrain de tennis est également présent, mais celui-ci est géré par le Tennis club de Voulpaix.
D'autres équipements sportifs et loisirs se situent à Vervins pour l'athlétisme, le rugby, la musique, la dance... Pour la natation, des piscines sont présentes à Guise, à Hirson et à Marle.

### Santé et service d'urgence
Au 1er janvier 2016, aucun médecin généraliste n'exerce sur la commune de Voulpaix. Les praticiens les plus proches exercent à Vervins. Il en est de même pour l'officine pharmaceutique. Quelques médecins spécialisés sont présents également à Vervins pour la dermatologie, la podologie, pour la gynécologie. Pour d'autres médecins spécialistes, il faut se rendre à Laon, ou à Fourmies ou à Hirson. Dans le domaine dentaire, le dentiste le plus proche se situe à Vervins. Dans le domaine paramédicale, une infirmière exerce sur la commune et des kinésithérapeutes sont présents à Vervins.
L'hôpital le plus proche est à Vervins, mais celui-ci ne pratique aucune chirurgie et sert surtout à la convalescence. Pour les urgences et la chirurgie, le centre hospitalier le plus proche est celui d'Hirson, voire de Laon pour certains cas. Les deux EHPAD les plus proches se situent l'un à Vervins et l'autre à La Vallée-au-Blé.
Pour la sécurité en matière d'incendie et de sauvetage, les pompiers du centre de secours de Vervins, rattaché au SDIS de l'Aisne, sont compétents.

### Médias et télécommunication
Le quotidien régional L'Union consacre quelques pages de son édition de l'Aisne, à l'actualité d'Hirson et de la Thiérache. Le quotidien départemental L'Aisne nouvelle parle également de l'actualité de Vervins et de ses environs dans son édition sur la région de Saint-Quentin et de la Thiérache. La Thiérache est l'hebdomadaire d'informations locales sur Vervins et la Thiérache sauf Hirson et sa région. Le Démocrate de l'Aisne, dernier hebdomadaire en France imprimé avec des caractères en plomb, annonce aussi l'actualité de Vervins et de son arrondissement.
Parmi les chaines de télévision de télévision numérique terrestre (TNT) accessibles à tous les habitants de Voulpaix, depuis l'émetteur de Landouzy situé à Landouzy-la-Ville, France 3 Picardie relaient les informations locales. 
Parmi les nombreuses stations de radio disponibles, on peut citer France Bleu Picardie et Écho FM, basée à Anor, plus spécialement consacrée à la musique et aux informations locales du Sud-Avesnois et de la Thiérache.
En 2016, l'internet haut débit via la technique ADSL 2+ est possible pour tous les abonnés à un réseau de téléphonie fixe depuis le NRA installée sur la commune ou celui de Vervins.

### Cultes

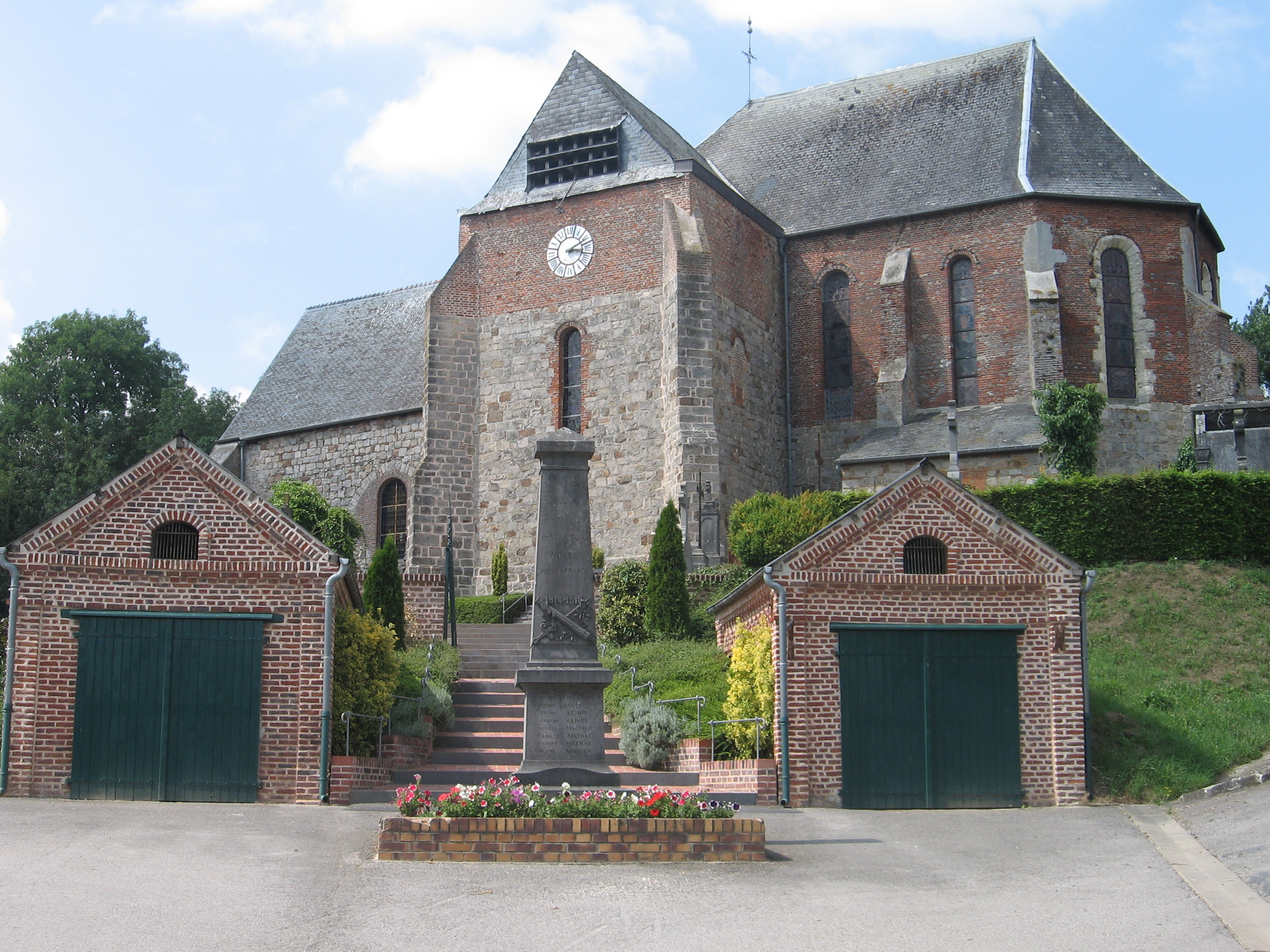
Église de la commune (XVII).

Le territoire de la commune dépend de la paroisse Sainte-Anne en Thiérache, au sein de la zone de Thiérache, lui-même partie du diocèse de Soissons, Laon et Saint-Quentin, au même titre que les quarante-deux autres paroisses. En 2016, l'église Saint-Quentin de Voulpaix est l'un des lieux de culte de cette paroisse et des offices y sont célébrés en alternance avec les autres églises paroissiales. Renauld de Dinechin est à la tête du diocèse de Soissons, Laon et Saint-Quentin depuis 2015.
Pour les protestants, le temple le plus proche se situe à Landouzy-la-Ville, faisant partie de l'Église protestante unie de France. Pour le judaïsme, la synagogue la plus proche est celle de Saint-Quentin. Pour l'Islam, la mosquée la plus proche est celle de Laon.

## Économie

### Revenus de la population
En 2012, le revenu disponible médian par unité de consommation (UC) est de 17 511 € sur les 146 ménages fiscaux de la commune. Les revenus de la population de Voulpaix est en dessous de la moyenne nationale situé à 19 786 €, mais elle se situe juste en dessous de la moyenne départementale à 17 766 €.
À titre de comparaison, Voulpaix se place au 26 942e rang parmi les 32 932 communes de plus de 49 ménages et plus.

### Emploi
Les deux tableaux ci-dessous présentent les chiffres clé de l'emploi à Voulpaix et leur évolution sur les cinq dernières années,
|                               | Voulpaix (2007) | Voulpaix (2012) | Évolution |
| ----------------------------- | --------------- | --------------- | --------- |
| Population de 15 à 64 ans     | 256             | 281             | + 9,8 %   |
| Actifs (en %)                 | 67,3            | 68,8            | + 1,5 %   |
| dont :                        |                 |                 |           |
| Actifs ayant un emploi (en %) | 57,7            | 62,9            | + 5,2 %   |
| Chômeurs (en %)               | 9,6             | 5,9             | - 3.9 %   |

|                                      | Voulpaix (2007) | Voulpaix (2012) | Évolution |
| ------------------------------------ | --------------- | --------------- | --------- |
| Nombre d'emplois dans la zone        | 63              | 48              | - 31,25 % |
| Indicateur de concentration d'emploi | 39,0            | 29,6            | - 31,76 % |

Sur cinq ans, la population potentiellement active (habitants âgés de 15 à 64 ans) de Voulpaix a fortement augmenté. Son taux d'emploi s'est amélioré et le taux de chômage a diminué également. Le nombre d'emplois dans la zone (« offre ») a largement diminué et le nombre mais le nombre d'actifs (« demande ») a augmenté, ce qui à conduits à une dégradation de l'indicateur de concentration d'emploi; seuls 29 emplois sont proposés pour 100 actifs.
En 2012, les actifs résidant à Voulpaix travaillent en très grande majorité dans une autre communes du département (81,6 %), soit les trois quarts ; 3 % travaillent hors du département, voire de la région. Ils ne sont que 14,7 % à occuper un emploi dans leur commune de résidence. Par rapport à 2007, le nombre de travailleurs dans une autre commune du département est en progression de 10,2 % tandis que ceux travaillant hors du département et de la région observe une diminution de 2 %. Les actifs travaillant dans la commune ont fortement diminué de 8,7 %.

### Tissu économique
Le tableau ci-dessous détaille le nombre d'entreprises implantées à Voulpaix selon leur secteur d'activité et le nombre de leurs salariés :
|                                                              | Total | %     | 0 salarié | 1 à 9 salariés | 10 à 19 salariés | 20 à 49 salariés | 50 salariés ou plus |
| ------------------------------------------------------------ | ----- | ----- | --------- | -------------- | ---------------- | ---------------- | ------------------- |
| Ensemble                                                     | 24    | 100,0 | 14        | 10             | 0                | 0                | 0                   |
| Agriculture, sylviculture et pêche                           | 10    | 41,7  | 6         | 4              | 0                | 0                | 0                   |
| Industrie                                                    | 3     | 12,5  | 0         | 3              | 0                | 0                | 0                   |
| Construction                                                 | 2     | 8,3   | 2         | 0              | 0                | 0                | 0                   |
| Commerce, transports, services divers                        | 6     | 25,0  | 4         | 2              | 0                | 0                | 0                   |
| dont commerce et réparation automobile                       | 1     | 4,2   | 0         | 1              | 0                | 0                | 0                   |
| Administration publique, enseignement, santé, action sociale | 3     | 12,5  | 2         | 1              | 0                | 0                | 0                   |
| Champ : ensemble des activités.                              |       |       |           |                |                  |                  |                     |

Toutes les entreprises implantées à Voulpaix sont en 2013 des très petites entreprises (TPE) employant au maximum 9 salariés — les 10 entreprises concernées n'emploient au total que 32 salariés — mais la majorité d'entre elles (58,34 %) sont des entreprises individuelles sans recours à la main d'œuvre salariale

#### Agriculture et pisciculture
Le tableau ci-dessous présente les principales caractéristiques des exploitations agricoles de Voulpaix, observées sur une période de 22 ans :
|                                            | 1988  | 2000 | 2010  |
| ------------------------------------------ | ----- | ---- | ----- |
| Nombre d'exploitations                     | 19    | 10   | 7     |
| Équivalent Unité de travail annuel         | 26    | 15   | 11    |
| Surface Agricole Utile (SAU) (ha)          | 1 035 | 655  | 657   |
| Cheptel (nombre de têtes)                  | 1219  | 760  | 909   |
| Terres labourables (ha)                    | 546   | 388  | 393   |
| Superficie moyenne d'une exploitation (ha) | 54,48 | 65,5 | 93,86 |

Si Voulpaix reste une commune agricole, puisque quasiment la moitié des établissements actifs opèrent dans ce domaine en 2012, le nombre d'exploitation a diminué de 63,15 % depuis 1988. En contrepartie, et même si la SAU a diminué de presque la moitié entre 1988 et 2010, la surface moyenne des exploitations approche en 2010 de la centaine d'hectares. L'agriculture communale, spécialisée dans la culture des céréales et des oléagineux, conserve une activité d'élevage non négligeable et le cheptel est même en augmentation sur la dernière décennie. Ce type d'activité peut employer aucune main d'œuvre salariée : seul le chef d'exploitation travaille sur sa ferme.
En lien avec l'agriculture, une entreprise d'activités de soutien aux cultures, est présent sur la commune. Une exploitation d'aquaculture en eau douce est également installée à Voulpaix. La pisciculture dispose de plusieurs étangs pour mener son activité, dont certains sont ouverts au public pour la pratique de la pêche.

#### Entreprises, commerces, services et tourisme
Peu d'artisans sont installés sur la commune, avec une entreprise de transport logistique disposant d'un local sur la commune. Ce sont surtout des services destinés aux particuliers, qui se sont développés avec une coiffeuse, un garagiste et un boulanger.
Pour le tourisme, Voulpaix ne dispose pas de lieu d'accueil et d'hébergement, même si l'église est une des églises fortifiées de Thiérache, non classée aux monuments historiques.

## Culture locale et patrimoine

### Lieux et monuments

#### Église
L'église Saint-Quentin de Voulpaix est une des églises paroissiales de Sainte-Anne-en-Thiérache. L'édifice est construit au XIIe siècle avant d'être fortifiée au XVIIe siècle. Ainsi l'édifice religieux est une église fortifiée de Thiérache qui est non classée au monument historique. Le saint patron de l'église est saint Quentin dont une relique est présente dans l'église. Avec l'église, le village a deux cimetières dont l'un autour de l'église et l'autre à l'extérieur du village sur la D 960.

#### Monument aux morts
Le monument aux morts de la commune se situe en face de l'église. Il commémore la mémoire des jeunes du village morts lors de la Première Guerre mondiale et de la Deuxième Guerre mondiale. Les morts de Voulpaix de la Seconde Guerre mondiale sont des déportés. Des cérémonies de commémoration sont effectuées le 11 novembre, le 8 mai, le 14 juillet, le 18 juin et lors de la journée des déportés.

#### Château
Le château de Voulpaix n'existe plus aujourd'hui mais il reste des vestiges du château dans le bois de la Motte. Ils sont visible sur les photos aériennes du village. Le château à l'origine est une motte. Elle fut le lieu où vécurent les seigneurs de Voulpaix jusqu'en 1438. Le château va se dégrader lentement avant d'être détruit lors de la Révolution française. Les dernières parties restantes du château furent détruites en 1836.

#### Ancienne gare
La gare de Voulpaix se situait sur la ligne de Romery à Liart. Cette gare sera ouverte de 1912 à la fermeture de la ligne en 1951. En 1954, la gare devient la mairie du village avant que celle-ci ne déménage dans un nouveau local en 1975. Aujourd'hui, c'est une propriété de la commune et elle est louée à un particulier.

#### Mairie

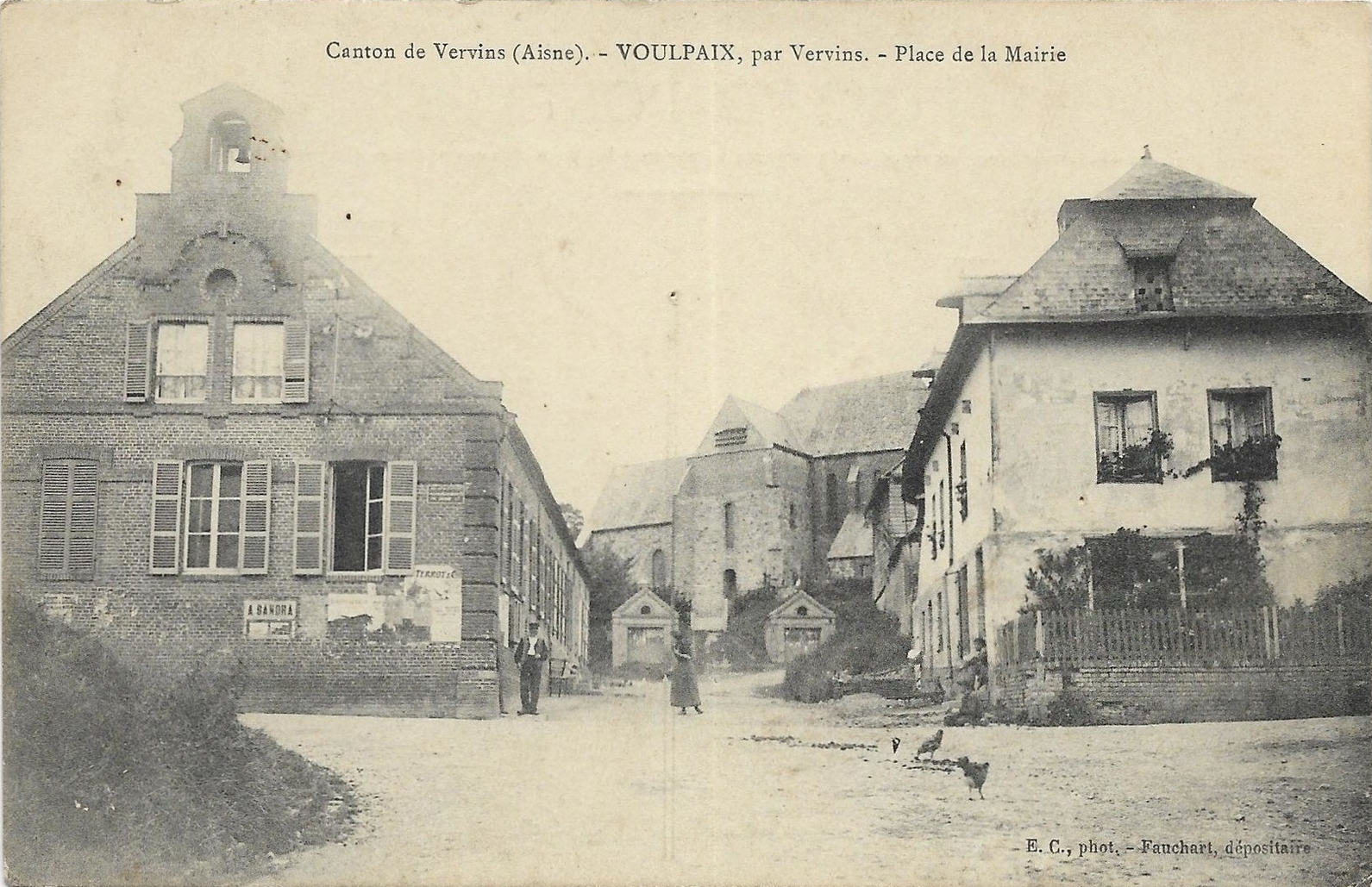
La mairie de Voulpaix, avant 1914, qui comportait un clocher mur avec une cloche apparente.

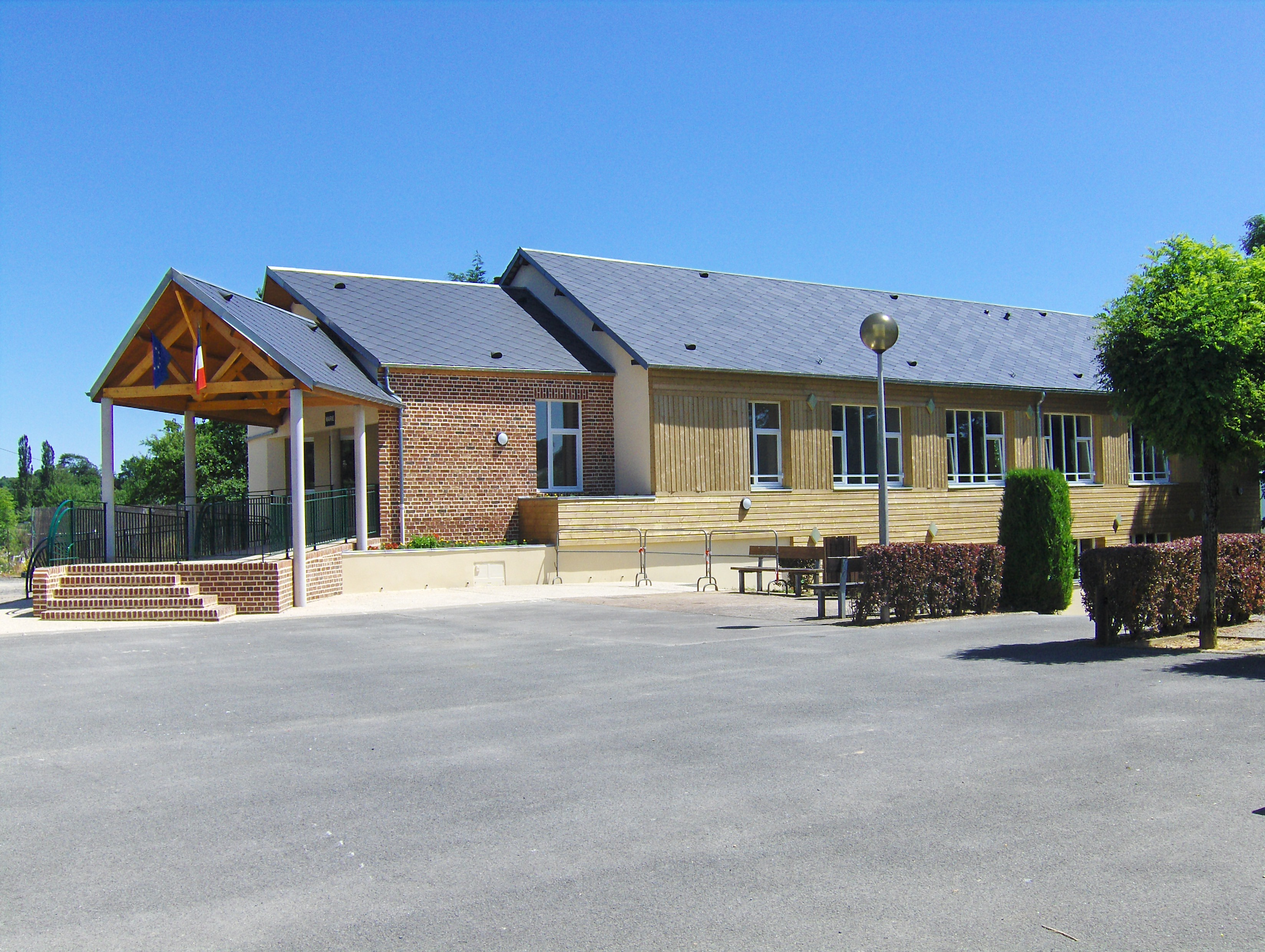
La mairie moderne de Voulpaix.

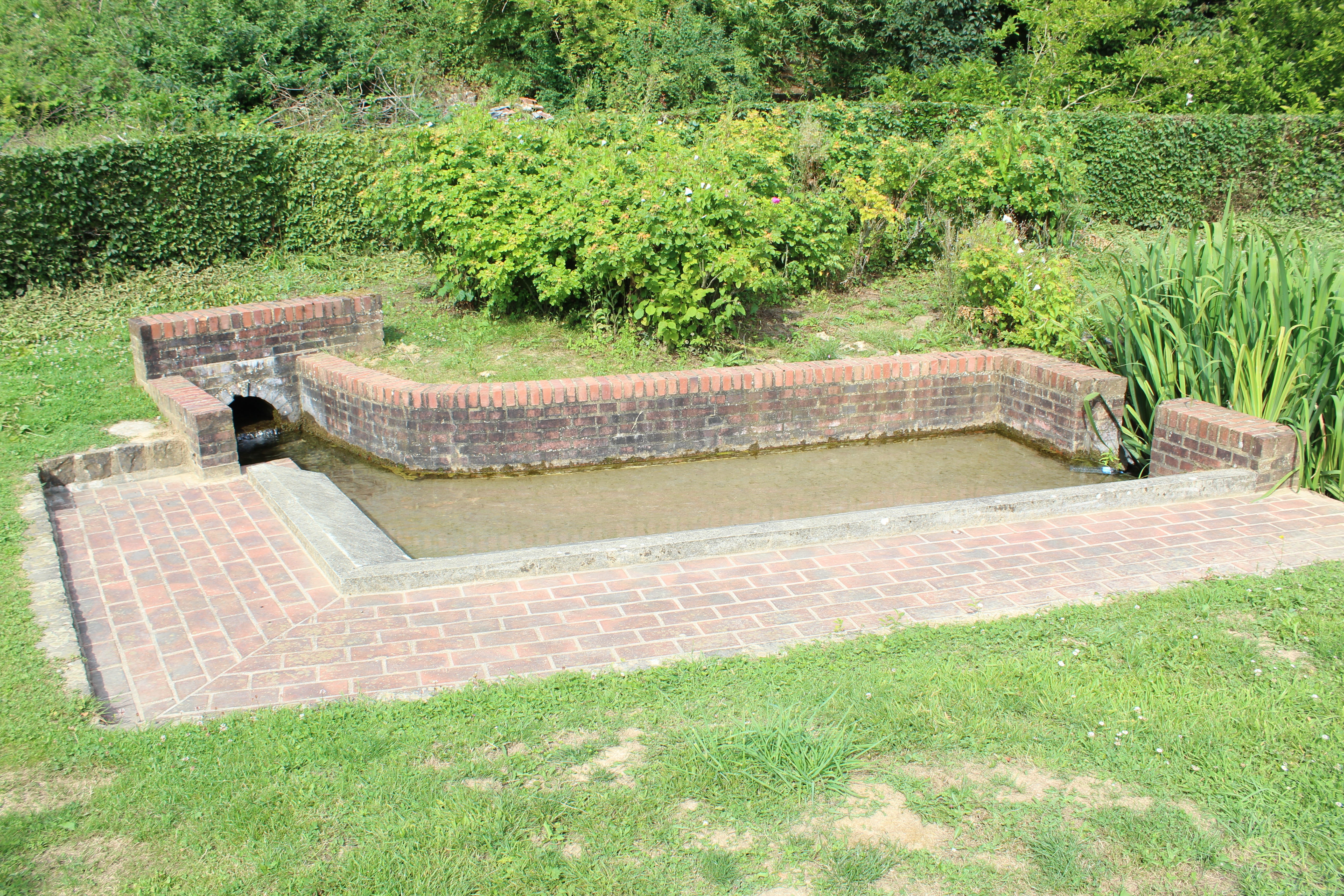
Un lavoir.

Installée d'abord à côté de l'école du village et sur la place de l'église au début des années 1900, la mairie déménagea en 1954 par décision du conseil qui loua la gare à la compagnie de chemin de fer avant de racheter en 1960. Celle-ci resta à la gare jusqu'en 1975, date à laquelle, elle s'installa dans un nouveau local construit dans le même bâtiment que la nouvelle salle des fêtes du village. En 2004, le conseil municipal décida de déménager pour aller dans les locaux scolaire, inutilisé depuis la fermeture de l'école en 2003. Grâce aux subventions, les travaux des nouveaux locaux commence à partir du 1er avril 2008. Ces travaux se sont terminés en mai 2009. Les Voulpaisiens découvrirent les nouveaux locaux de la mairie lors des élections européennes avant qu'elle soit inaugurée le 4 juillet 2009 en présence du maire, du président du conseil général de l'Aisne, du député, de la sous-préfète, Mme Élodie Shes et de nombreux habitants de la commune.

#### Salle des fêtes
En 1945, la salle des fêtes se situait dans un autre bâtiment que les locaux actuels. En 1961, la commune vendit le bâtiment de la salle des fêtes à l'entreprise du village. Au début des années 1970, la commune décida de la construction d'un nouveau bâtiment pour accueillir la salle des fêtes et la mairie. Ces travaux se sont terminés en 1975 et le bâtiment est inauguré la même année. Avec le déménagement de la mairie dans les locaux scolaires en 2009, des travaux sont entrepris pour agrandir cette salle pour se terminer pour la fin du premier semestre 2012.

#### Étang
L'étang de Voulpaix appartient à la pisciculture, mais le lieu est ouvert au pêcheur et il est payant pour pêcher. Les poissons doivent être remis à l'eau, de même que les poissons-chats. Dans cet étang on trouve du silure, des sandres, des brochets, des perches, des tanches, des brèmes et du poisson blanc.

#### Lavoirs
Les lavoirs de Voulpaix sont des retenues d'eau de petits ruisseaux pour laver autrefois le linge des habitants. Aujourd'hui, ils ne sont plus utilisés mais ce sont des éléments décoratifs entretenus par la commune.

### Personnalités liées à la commune

#### Émile Faucheux
Émile Faucheux est né le 12 avril 1928 à Haution sous les prénoms de Léon, Émile, Albin Faucheux. Après sa naissance, ses parents viennent s'installer à Voulpaix. Il aimait collectionner les armes à feu de la première guerre d'où son arrestation par les nazis pour détention d'arme à feu vide sur lui. Il est emmené à Compiègne. Il est déporté à Buchenwald le 17 août 1944 où il meurt le 29 août 1944. Aujourd'hui, la place de l'église porte le nom de place Émile-Faucheux en son honneur, un portrait de lui est affiché à la mairie et son nom est inscrit au monument aux morts du village. Depuis la publication du JO du 10 décembre 1989, il est apposé sur son acte de décès le terme de « mort en déportation ».

#### Marcel Serent
Marcel Serent est né le 3 janvier 1909 à Voulpaix. Il y grandit et en 1944, il est dénoncé aux nazis et arrêté pour être emmené à Compiègne. Il part dans le même convoi qu'Émile Faucheux pour Buchenwald. À son arrivée, il est emmené dans des camps de travail pour travailler jusqu'à la libération du camp. Il rentre à Voulpaix le 8 mai 1945. Après la déportation, il devient conseiller municipal de Voulpaix et sera dans l'opposition au maire sortant jusqu'à sa mort en 1966. Aujourd'hui, une rue porte le nom de rue Marcel-Serent, un portrait de lui est affiché à la mairie et son nom est inscrit au monument aux morts du village.

#### Robert Lécuyer
Robert Lécuyer est né le 21 mai 1932 à Voulpaix. Médecin neuropsychiatre et psycho-pédagogue, il est membre titulaire de la Société médico-psychologique et de la Société de neuropsychiatrie infantile (SFPEADA), où il continue régulièrement à communiquer ; et chevalier de l'ordre du Mérite. 
Depuis sa thèse sur la trisomie 21 (Le Mongolisme, Lille 1957-58, avec deux éditions japonaises), il a particulièrement travaillé sur les actions psycho-pédagogiques permettant la plus valable intégration sociale des personnes gravement handicapées mentales, devenant depuis 1961, un des concepteurs-théoriciens des centres d'aide par le travail très ouverts (c'est-à-dire acceptant même les très peu performants) reconnu internationalement (une centaine de publications).

## Galerie de photos

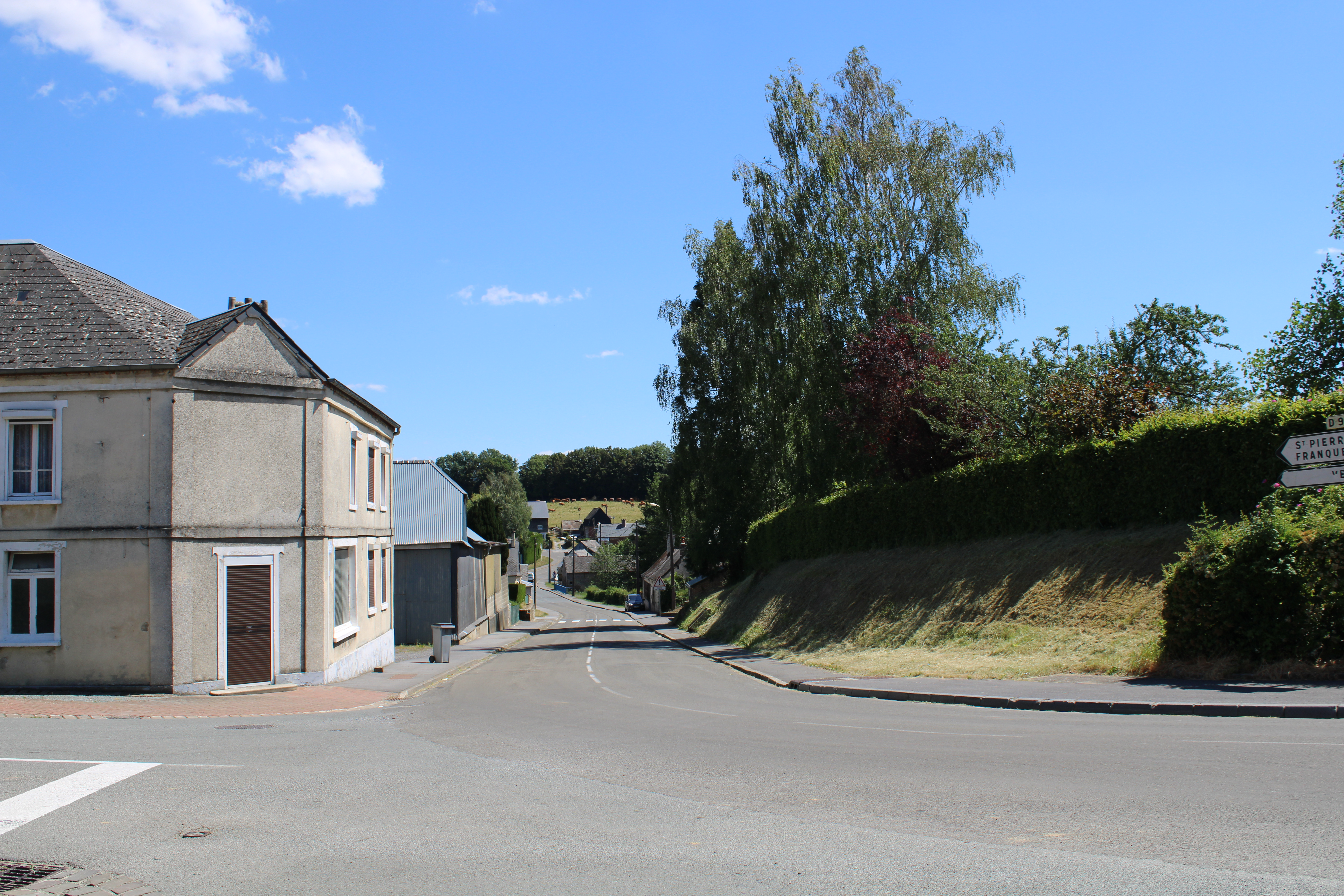
La rue des Anciens Combattants en contrebas de l'église.
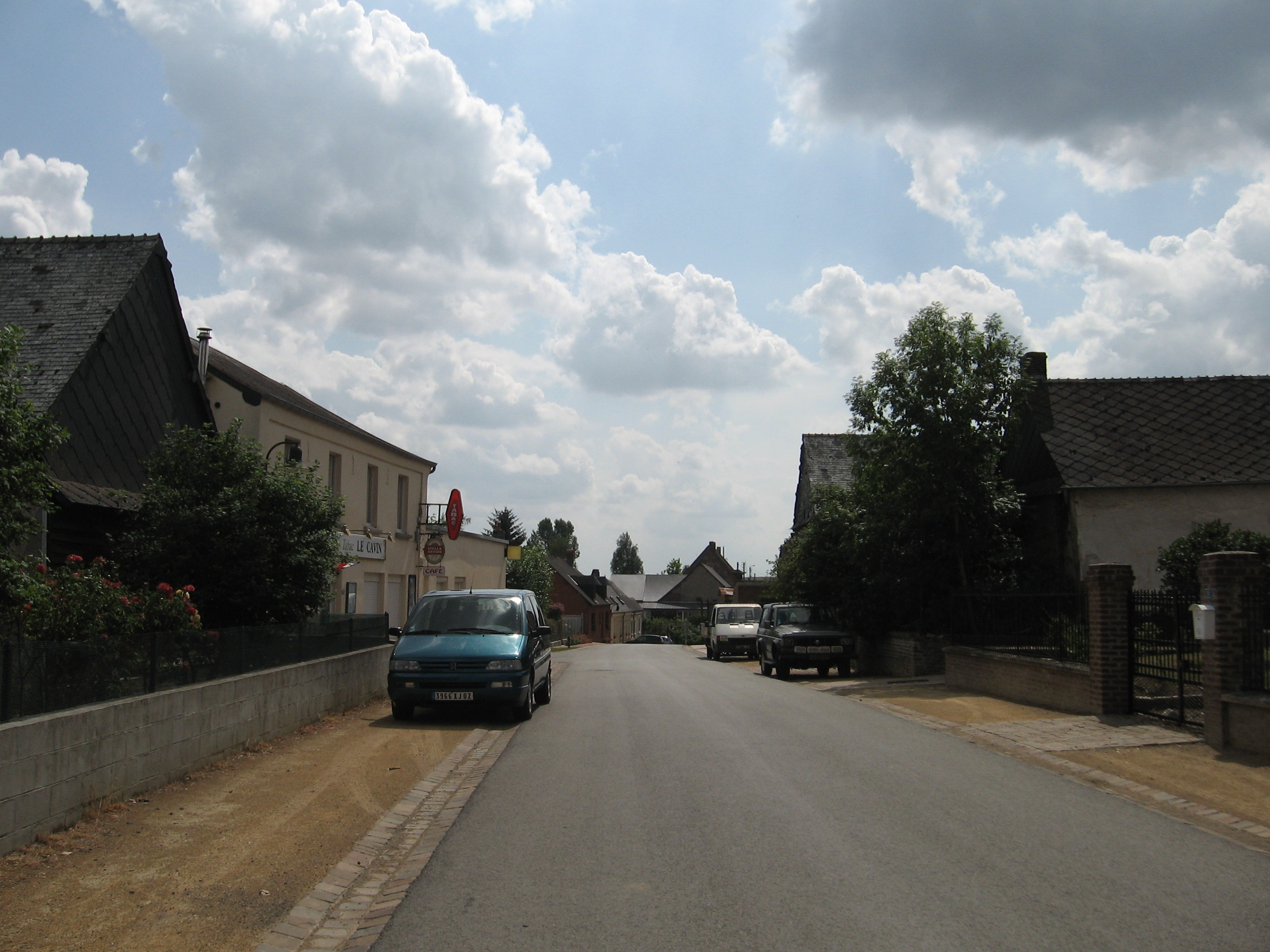
Rue principale de Voulpaix.
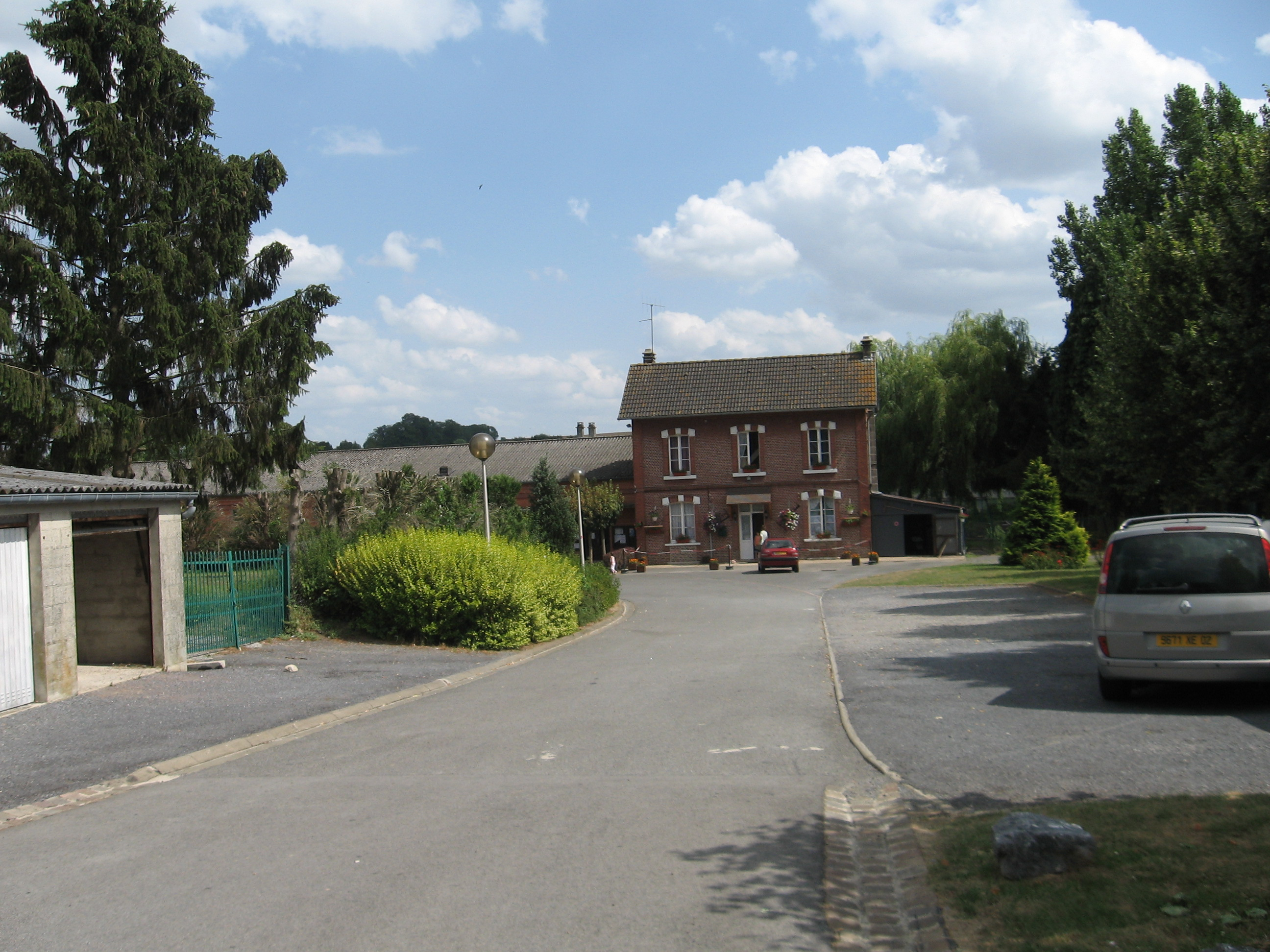
Ancienne gare et mairie de Voulpaix.
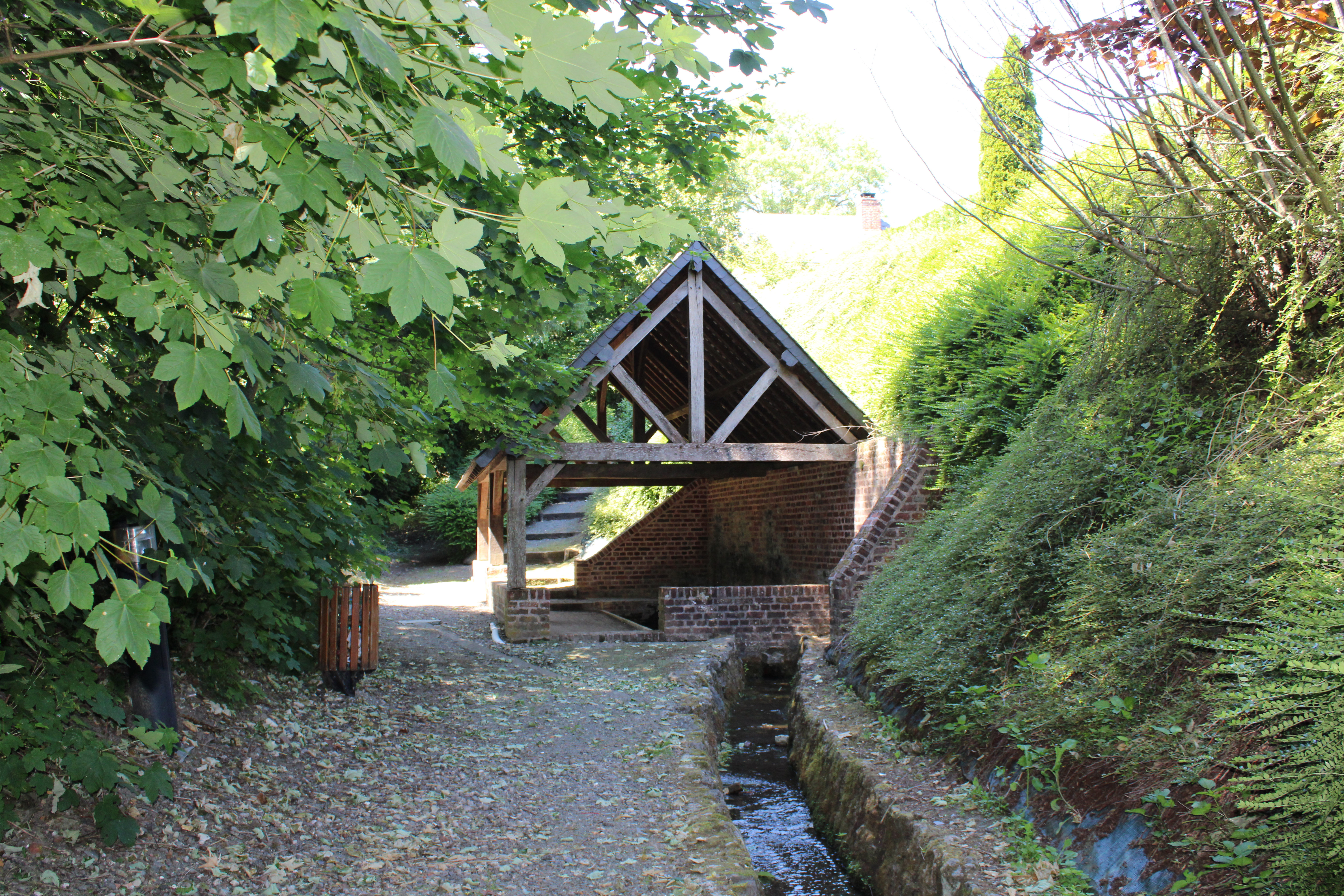
Le lavoir de l'église.
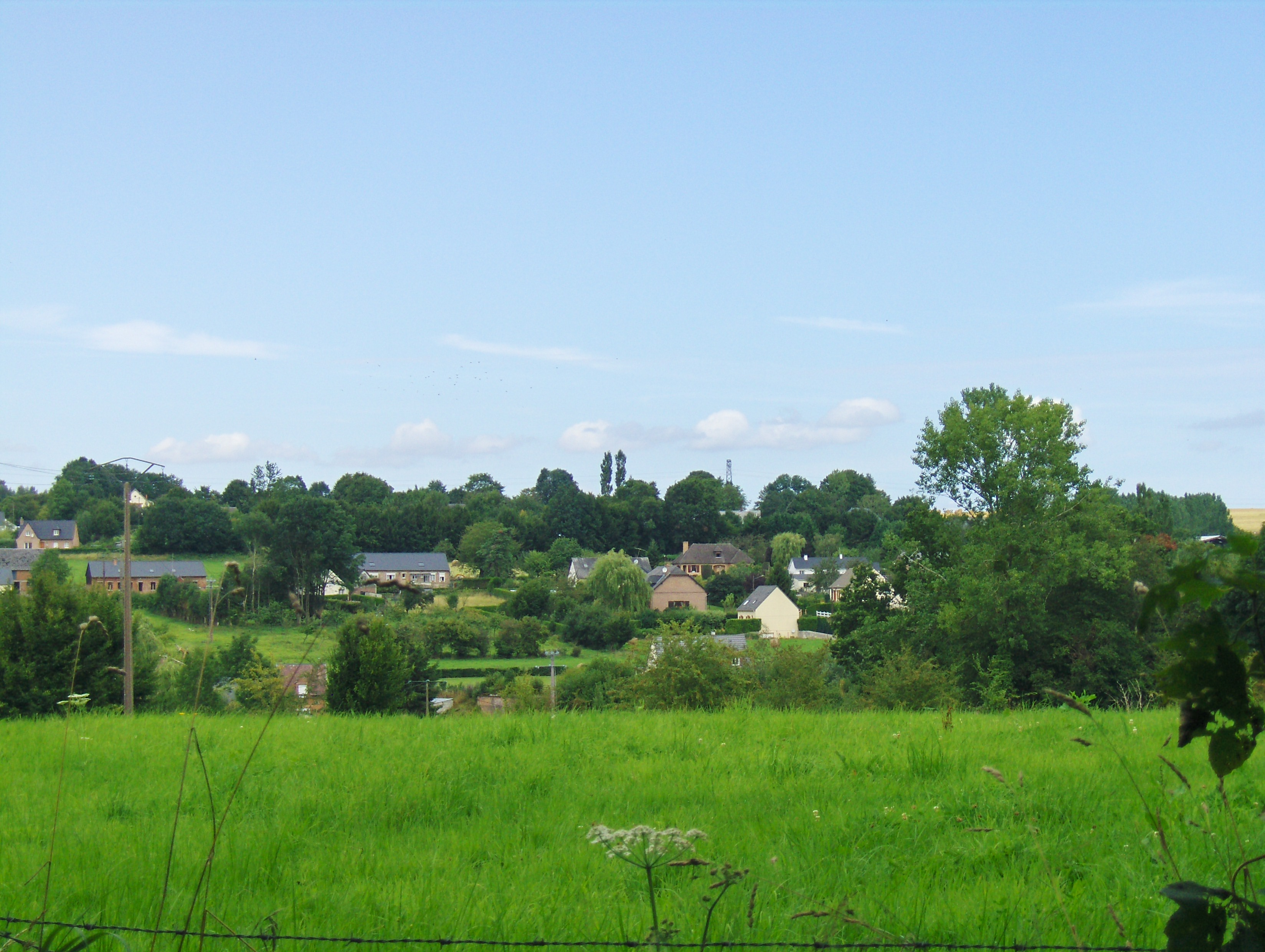
Paysage de Voulpaix.
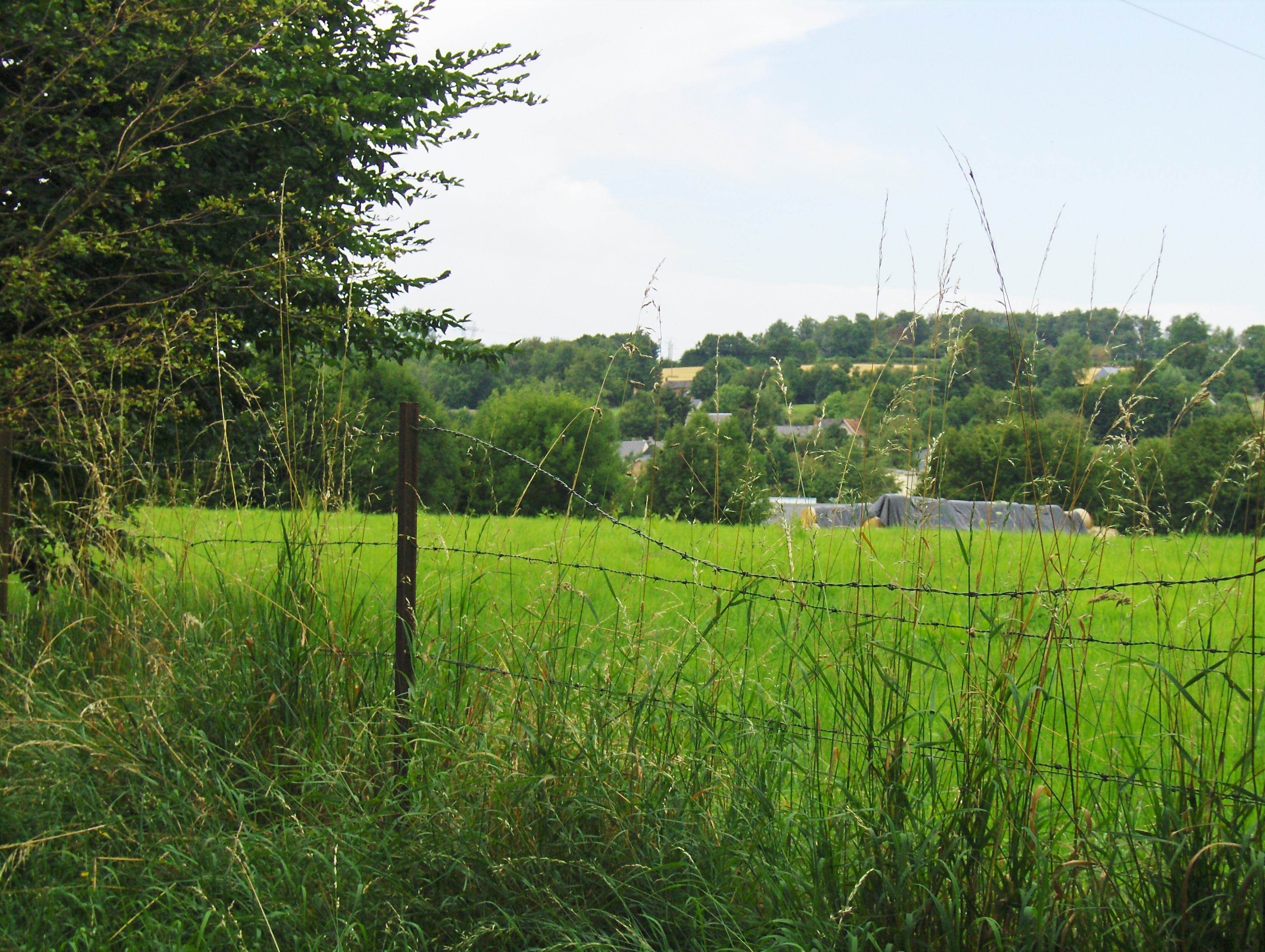
Paysage de Voulpaix.
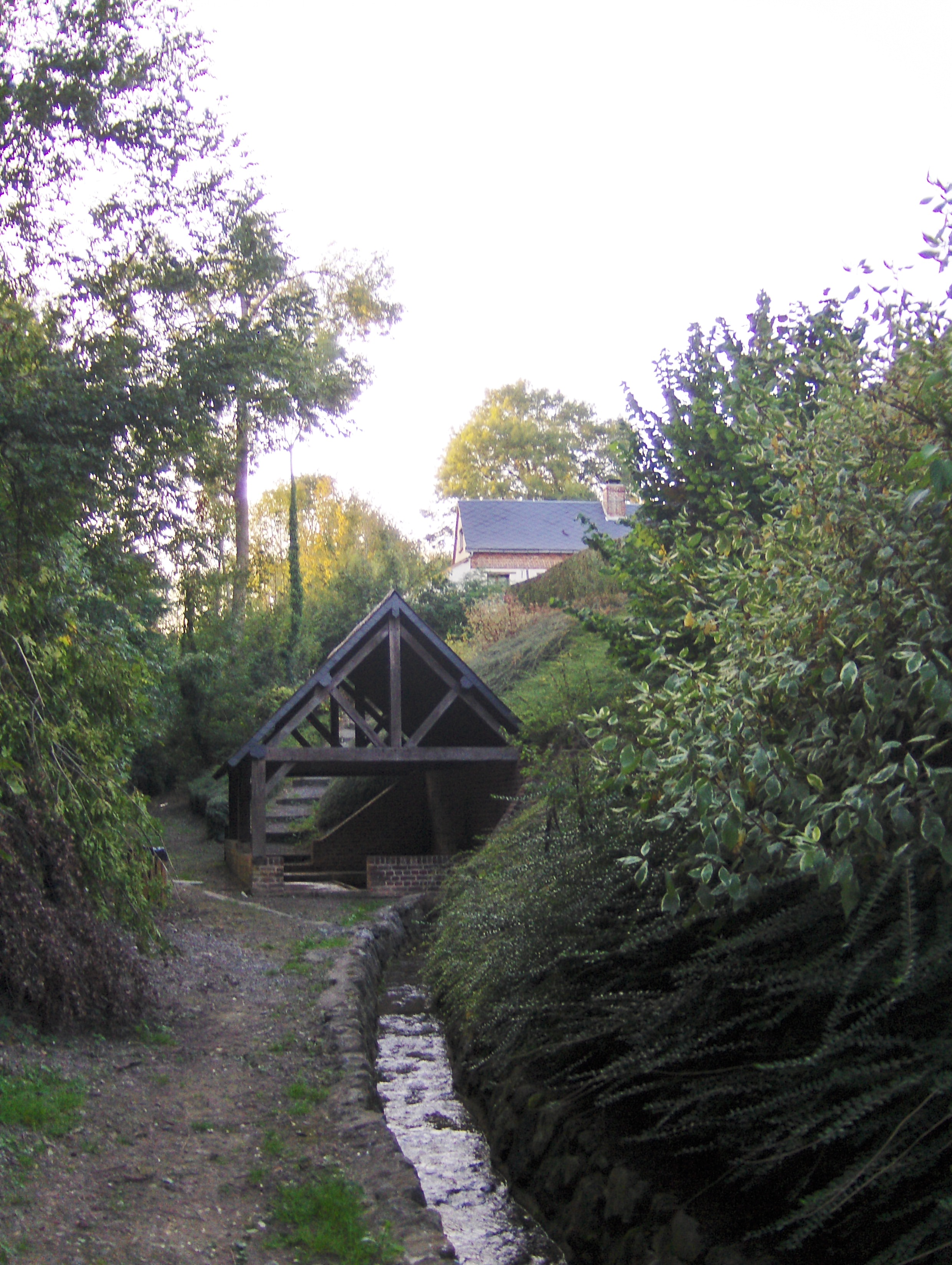
Lavoir de Voulpaix.